# 三国
三國（狹義220年—280年，廣義184年／190年／208年—280年）是曹魏、蜀漢及孫吳三個國家並立的中國歷史時期，也是魏晉南北朝和六朝的開端時期。一般認為是從建安元年起算:154。東漢末年戰爭不斷，使得人口急劇下降，經濟嚴重損害，因此三國皆重視經濟發展，加上戰爭帶來的需求，各種技術都有許多進步。
東漢末年，漢廷因黃巾之亂、北宫伯玉之乱、黑山军起义、王芬谋废灵帝、张举张纯叛乱、外戚宦官火拼等一系列事件而动荡不安。184年漢靈帝時期，以張角三兄弟為首爆发黃巾之亂:1。為鎮壓黃巾，一方面放權到州牧、太守，一方面縱容地主組織私人武裝，對抗黃巾:1。董卓亂政並與關東諸勢力對抗後遷都長安，使得朝廷威信喪失，地方长官演变为独立军阀割據混戰。其中曹操擁護逃回洛陽的漢獻帝，遷都許昌。他擊敗多股勢力，最後在200年的官渡之戰擊敗北方最大勢力袁紹，大致掌控中國北方。曹操以優勢兵力南征荊州，但在208年冬天的赤壁之戰被孫權和劉備聯軍擊敗，形成三國鼎立的雛型。220年曹操病逝，其子曹丕接受漢獻帝禪讓而稱帝，國號「魏」，史稱曹魏，至此東漢滅亡，正式進入三國時期。
隔年以益州為主的劉備也以漢室宗親的身份稱帝，國號續為「漢」，史稱蜀漢。劉備與孫權在赤壁之戰後積極拓展勢力，為了荊州問題多次發生糾紛與戰爭，最後劉備在夷陵之戰戰敗，孫權獲得整個荊州南部。劉備病死後，輔佐其子劉禪的諸葛亮於同年再與孫權恢復同盟。據有揚州、荊州及交州等地的孫權遲至229年正式稱帝，國號「吳」，史稱孫吳:6-21。此後三國局勢主要為蜀吳同盟對抗曹魏，各國疆域變化不大。而曹魏朝廷漸漸地被司馬氏掌控。237年公孙渊反叛曹魏，在辽东一度建国，國號「燕」，但昙花一现，在238年魏灭燕之战中灭亡。263年司馬昭為建立軍功準備代魏，出兵伐蜀，蜀漢亡。兩年後司馬昭病死，其子司馬炎接受魏元帝禪讓而稱帝，國號為「晉」，史稱西晉，曹魏亡。西晉最後於280年發起晉滅吳之戰，滅亡孫吳，統一中國。至此三國時期結束，進入晉朝:22-27。
陳壽所著、裴松之作注的《三國志》，是二十四史中評價最高的「前四史」之一，成為研究三國歷史的重點書籍。而羅貫中結合歷史、民間故事，撰寫的《三國演義》章回小說，成為中國四大名著之一。三國豐富的內涵深入人心:391。

## 年代劃分
三國時期詳細開始時間分成狹義及廣義。狹義是220年曹丕逼漢獻帝禪讓，建國曹魏，使東漢滅亡開始。廣義分別有184年、190年與208年。
184年汉灵帝光和七年是正史《三国志》开始记述的年份，黃巾之亂在这一年開始。東漢歷經黃巾之亂後動盪不安，各地發生叛亂。187年劉焉向朝廷建議以宗室及重臣為州牧來安定地方。這個制度被南北朝史官刘昭诟病为地方割據與天下分裂的開端。
189年漢靈帝死，由漢少帝即位:1，外戚與宦官勢力的爭鬥也隨之激化。外戚首領大将军何进聽取部將袁紹建議，征調軍閥董卓入京剿滅宦官勢力，造成董卓亂政:2。9月，董卓廢漢少帝為弘農王，改立陳留王劉協為帝:2。此前董卓早已率軍進入洛陽，東漢也因為皇帝被挾持而開始崩潰。189年12月，曹操作檄文號召各地諸侯共起討伐董卓:2。190年群雄討伐董卓，董卓挾漢獻帝離開洛陽後，群雄不再聽令朝廷，東漢全國一統局面就此瓦解。
208年，曹操已掌握長江以北一帶，並開始率軍南下，接著與孫權劉備組合的聯軍於長江的赤壁發生赤壁之戰；該戰以曹軍潰敗、退守襄陽作結。三國鼎立漸成雛型。
歷史學家多注重三國鼎立的形成與過程，自184年東漢皇室失去政權實體及群雄割據，形成了三國雛型至魏代漢為止，所以往往將184年到220年的時間納入三國時期加以討論。三國時期一般則以280年的晉滅吳之戰，晉朝消滅吳國為結束:22-27。

## 歷史

### 黄巾之乱
東漢在漢和帝後，因為種種因素而走向衰亡：皇帝大多在年幼即位，所以政權多由外戚掌控。皇帝成年後為了奪權而尋求宦官的支持，讓宦官勢力掌控朝廷。這種外戚與宦官的對峙即戚宦之爭，使朝廷陷入循環內鬥。到了漢桓帝與漢靈帝時期，士大夫不滿當時掌權的宦官敗亂朝政，紛紛上書抗議，但這兩次的抗議均被宦官與皇帝鎮壓，史稱黨錮之禍。在地方上，各地豪强地主兼併土地，壓榨百姓，人民苦不堪言。加上天災接續不斷，百姓紛紛揭竿起事，成為群雄割據的導火線。
184年，太平道首領張角及兄弟張梁和張寶率数十万信徒發起民變，史稱黃巾之亂。亂事范围迅速扩大，很快发展成全国性的战乱。漢靈帝赦免因黨錮之禍被囚的士大夫以團結內部，命何進佈防京師雒陽，以皇甫嵩、盧植及朱儁等率軍出兵，並令地方州郡和豪強地主募軍協助鎮壓。雖然黃巾軍很快被擊潰，但是朝廷依舊貪汙混亂，民變餘部散佈各地，順勢占山成寇，局勢尚未穩定。為了要穩定局勢，188年漢靈帝採納劉焉建議，讓監察各郡的刺史擁有地方軍政的權力，加強對各郡的控管。並且将部分刺史升为州牧，由劉姓宗室或重臣擔任。這個措施使州正式成为一级行政区，有利于鎮壓各地叛亂。然而當朝廷的威信減弱時，掌握地方實權的州牧及刺史就會割據一方，不受朝廷指揮。例如益州牧劉焉為割據巴蜀，藉由五斗米道首領張魯佔領漢中，切斷與朝廷的溝通。為了穩定國家而制定的州牧制度，反而將東漢推往群雄割據局面。
189年漢靈帝去世，戚宦之爭又起。蹇硕等宦官意圖殺害外戚何进，改立太子刘辩的弟弟陳留王刘协為帝。最後劉辯顺利繼立，即漢少帝。何进為了剷除以張讓為首的十常侍及其他宦官，他與袁紹等士大夫聯手，還命涼州董卓與并州丁原帶兵增援。宦官們先发制人，殺死何進。袁紹等人為替何进报仇，率軍入宮，殺死十常侍等宦官二千餘人，宦官勢力徹底潰敗，戚宦之争就此终结。然而，遭鄭泰和盧植反對的董卓已率軍入援，朝政大權順勢被他奪取。

### 董卓亂政與群雄割據
董卓為了掌權，開始剷除反對者，手段残暴，引起了诸多不满。他促使呂布殺死掌管都城禁軍的丁原奪得其軍隊。袁紹、袁術與曹操等人陸續逃離雒陽，董卓分別封他們渤海太守、後將軍和驍騎將軍以安撫。最後廢除并杀死漢少帝，改立劉協為帝，即漢獻帝。190年，東郡太守橋瑁假借京師三公名義向各地發檄文，陳述董卓惡行，联络各地州牧、刺史及太守讨伐董卓。關東諸郡紛紛舉兵，以袁绍為盟主對抗董卓，史稱董卓討伐戰。董卓面對關東聯軍的軍勢，又擔心背後白波軍可能截斷通往長安的後路，最後不聽從朝廷大臣建議而遷都長安。他挾持漢獻帝，强遷居民到長安，還火燒舊都雒陽，四出掠奪，殺害或免職替袁紹說話的大臣。而關東聯軍也不敢與之決戰，消極的對抗董卓，只有孫堅、曹操二人敢與董卓軍對戰，孫堅還攻入雒陽。董卓遷都後，關東聯軍紛紛解散，如袁紹、袁術等勢力開始擴充版圖，割據一方，開始進入群雄混戰時期。

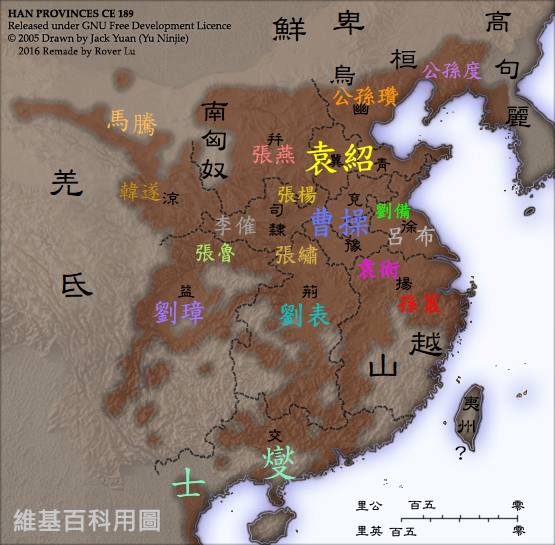
198年群雄割據圖

董卓遷都後自封太师，大封子弟為將為侯，興建郿塢為基地，濫殺大臣，並以王允維持朝廷。漢廷重臣王允、黃琬與士孫瑞合謀，聯繫董卓部下吕布，於192年刺杀董卓成功，其族人亦被屠灭殆尽。然而王允沒有安撫董卓軍餘部，還殺害蔡邕，與呂布不合。董卓属下李傕逃出長安後，听从谋士贾诩「奉國家以正天下」之策，夥同黨羽郭汜、樊稠、張濟等人攻入长安。王允被殺，吕布也兵败逃亡。李傕等人挟持漢帝，专政四年。其間凉州马腾與韩遂等也率軍逼近长安，但被郭汜、樊稠及李傕侄子李利於长平擊潰。195年，李傕與郭汜等人發生內鬥，分別挾持漢獻帝與大臣，长安陷入一片战乱。7月，漢獻帝在張濟、楊定、楊奉與董承等將協助下開啟東歸雒陽之路。李傕與郭汜後悔讓漢帝東歸，聯合追擊漢獻帝。張濟與董承不合，還與李郭合兵攻擊朝廷軍。朝廷軍一直東逃，董承與楊奉還引白波軍、南匈奴右賢王阻擊李郭聯軍。朝廷軍於大陽（今山西平陸東北）獲河內太守張揚與河東太守王邑支援，並與李郭等人講和。196年漢獻帝終於回到成為廢墟的雒陽。關東諸勢力得知此消息，袁紹不聽沮授「挾天子以令諸侯」之策，扶持漢帝。曹操則聽從毛玠「奉天子以令不臣」之策，迎奉漢獻帝到許都（即許昌）。隔年，郭汜卻被自己的部将伍習杀死。198年，曹操派裴茂率领段煨等关中诸将讨伐李傕，李傕被诛杀，至此關中初定。
董卓討伐戰結束後，地方諸勢力對東漢皇帝的安危已經不理會，陸續發展各自的勢力。原董卓部下张济因军中缺粮，途径荆州南阳掠夺，在攻打穰城时陣亡，其軍隊由侄子張繡繼承。張繡被荊州牧劉表安置在宛城，以聯手抵禦曹操。孫堅在攻打劉表據有的襄陽時戰死，其子孫策投奔袁術後向他借兵，帶領孫堅舊部於196年到199年間在江東四處征戰，擊敗揚州刺史劉繇。最後孫策領有江東六郡，與劉表對峙，並等待時機北上中原。197年袁術於壽春稱帝，國號「仲家」，最後被曹操及劉備攻滅。194年益州牧劉焉病死，其子劉璋接任，與漢中的張魯決裂，兩方對峙。馬騰、韓遂等人則於涼州、雍州一帶各自發展勢力。公孫瓚擊敗劉虞後雄踞幽州，最後被袁紹滅亡。東遷的呂布先是奪取曹操的兗州，被擊敗後先附劉備，接著奪其領地徐州，最後被曹操於下邳抓获处死。劉備继任病故的陶谦成为徐州牧，但兩度因為呂布及曹操而失去徐州，不得不依附河北袁紹，後又逃到汝南试图建立勢力。
此时期各势力中成绩最突出的是袁紹與曹操，袁紹先用計佔據韩馥的冀州，繼而打敗田楷、臧洪、公孫瓚等人，掌握青、冀、幽、并四州，雄霸河北，氣勢強勁。曹操四處征戰，收編黃巾軍餘部男女老少，择其精锐组成了著名的“青州军”，幾經轉折，控制了兗州。曹操奉立東行的漢獻帝於許昌后，藉由朝廷名義來討伐各地諸侯；先後破袁術、滅呂布、降張繡、逐劉備。勢力發展成兗、豫、徐三州、部份司隸、雍州等中原地區。由於袁曹雙方的勢力持續壯大，最後發生了決戰。

### 官渡與赤壁之戰

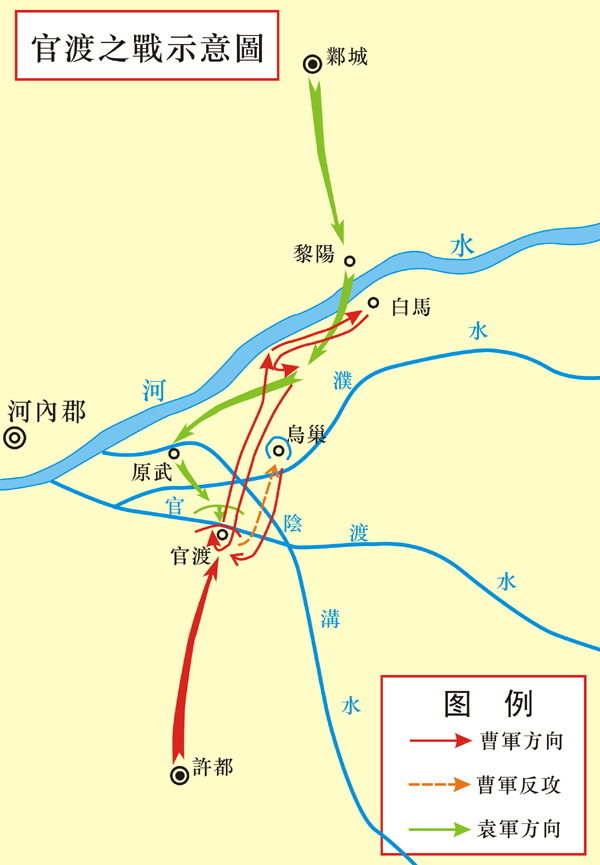
官渡之戰示意图

此時天下局勢分為河北袁紹、遼東公孫度、中原曹操、揚州孫策、交州士燮、荊州劉表、益州劉璋、漢中張魯及涼州的馬騰、韓遂等人。支持袁紹的孫策於200年進攻曹操的廣陵，但遭到陳登頑抗而被擊退。孫策在同年4月遇刺身亡後，繼位的孫權改與曹操和睦。而袁紹見曹操日益壯大，決定率軍南下決戰，史稱官渡之戰。他先後派大將顏良進攻白馬（今河南滑縣）及文醜進攻延津，但相繼被殺。其後，袁紹親自領兵，進軍陽武，而曹操也回兵官渡，深溝高壘，兩軍的對峙長達半年之久。最後曹操於烏巢之戰夜襲焚燒袁軍的糧倉，袁軍軍心大變而潰敗。此戰成為曹操控制北方的重要戰役。
201年袁紹也再率軍於倉亭再戰，又敗給曹軍，最後於隔年病死。曹操趁機擊敗汝南劉備，劉備則逃到荊州去依附劉表。繼承袁紹領地的三子袁尚與其長兄青州袁譚於203年內訌。曹操趁機與袁譚結姻親，並於隔年攻陷袁尚的根據地鄴城。而鄴城成為曹操的主要據點。袁尚與次兄袁熙投奔支持袁家的外族烏桓。隔年曹操陸續攻滅袁譚、幷州高幹。207年曹操以輕兵襲擊烏桓，將領張遼斬殺其首領蹋頓，袁氏兄弟逃到公孫康處。公孫康因懼怕曹操而殺死袁尚、袁熙，並且向曹操歸順。至此曹操大致上掌控了河北與中原地區，並且籌備南下。

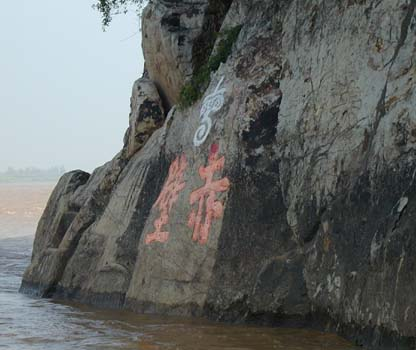
現今赤壁古戰場

孫權在周瑜及張昭的輔佐下，穩定揚州局勢，並發兵攻下江夏，斬劉表將領黃祖。曹操聞孫權勢力漸盛，劉表勢弱，於208年率大军快速南下，意圖立即奪取荆州。而荊州牧劉表於此時病死，其次子、尚未成年的劉琮即位后立刻後向曹操投降。原来依附刘表的刘备率军緊急撤離驻地新野，逃向江陵，逃亡途中在當陽被追上的曹軍擊潰（此即長坂之戰），後獲劉表長子劉琦的接應乘船至夏口。孫權派部下魯肅与劉備聯繫，劉備也派遣諸葛亮出使到江東。雙方經過討論後決定結盟抗曹，成立的孫劉聯軍共約5萬，以周瑜、程普為正副都督。此時曹操所率北方軍與荊州降軍聲稱100萬，事實約15萬至23萬，雙方於烏林（曹軍）、赤壁（孫劉聯軍）隔长江對峙。最後周瑜利用地形風，以火計协同劉備大败曹軍，曹操退回北方，並任曹仁守江陵。此戰役史稱赤壁之戰，大败的曹操从此失去了統一天下的機會，這場戰役也促使三國鼎立的雛型形成。
戰後，孫權與劉備展開反攻。揚州方面，孫權自己率軍攻打曹操領地合肥（第一次合肥之戰），派張昭進攻九江的當塗。守將劉馥與蔣濟的規劃使得孫權屢攻不下合肥而退，張昭的攻勢也失敗。荊州方面，孫權跟劉備在反攻過程出現競奪荊州的現象。周瑜率軍攻擊曹仁固守的江陵，並請劉備派關羽侵擾漢津阻斷江陵糧道。最後周瑜用了約一年的時間成功攻克江陵，史稱江陵之戰。而劉備與劉琦攻打荊南四郡，四郡皆降，並駐守公安（今湖北公安）。孫權為向劉備拉近關係，將其妹嫁給劉備。其後，周瑜曾想出兵攻打益州，達成「竟長江所極」的目標，但他到巴丘後不久即病逝。最後，孫權聽從魯肅的建議，将南郡借給刘备，從而得以聯合抵禦曹操。

### 三國鼎立
| 东汉朝廷授予曹孙刘最终官职 | 东汉朝廷授予曹孙刘最终官职 | 东汉朝廷授予曹孙刘最终官职 | 东汉朝廷授予曹孙刘最终官职 | 东汉朝廷授予曹孙刘最终官职                                                   |
| 势力                       | 朝廷官职                   | 地方官职                   | 爵位                       | 统治州郡                                                                     |
| -------------------------- | -------------------------- | -------------------------- | -------------------------- | ---------------------------------------------------------------------------- |
| 曹操                       | 丞相                       | 冀州牧                     | 魏王                       | 司隸、雍州、兗州、豫州、徐州、冀州、青州、并州、幽州、荊州荆北、涼州、揚州淮南 |
| 刘备                       | 左將軍                     | 豫州牧                     | 宜城亭侯                   | 益州、荆州南部                                                               |
| 孙权                       | 驃騎將軍                   | 荆州牧                     | 南昌侯                     | 扬州、荆州南部、交州                                                         |

此時益州牧劉璋為了防備張魯及曹操的入侵，不顧大臣反對邀請劉備入蜀。劉備率軍與龐統、黃忠、魏延等人入蜀，並不斷的收買人心。在212年劉備與劉璋決裂，展開益州之戰。劉備先後降伏吳懿及李嚴軍團，大軍直逼成都，但被張任堅守的雒城堵住。在劉備受阻的同時，諸葛亮開始率張飛及趙雲入蜀援助，並以關羽鎮守荊州。之後劉備雖然成功攻下雒城，但龐統於攻城時中流箭而死。214年劉備、諸葛亮等聯軍包圍成都，成功逼使劉璋投降，佔領益州。同時，曹操南下攻擊孫權，最後雙方不分胜负。
曹操在南方失利后，出軍西征漢中的張魯，激起馬騰之子馬超與韓遂等涼州、雍州軍閥集結反抗。211年馬超、韓遂的關中聯軍攻下長安，但不久於潼關之戰被曹操以反间计擊潰。曹操進一步將涼州、雍州收為領地。馬超先投靠张鲁，最後投奔劉備。215年曹操率軍迫降張魯，獲得漢中，但他不願趁勢南攻蜀地，派夏侯淵、張郃等人防守漢中。216年曹操就任魏王，加九锡，開始擁有分立於東漢的軍事政治機制。次年，劉備進攻漢中，發動漢中之戰。雙方互有勝負，但漢中主將夏侯淵中計轻敌被劉備將領黃忠于定军山斬殺。雖然曹操率援軍入援漢中，最後因為軍糧不足而撤退，其領地上庸亦歸降劉備。劉備佔領汉中後以魏延为太守，並於219年自封為漢中王。

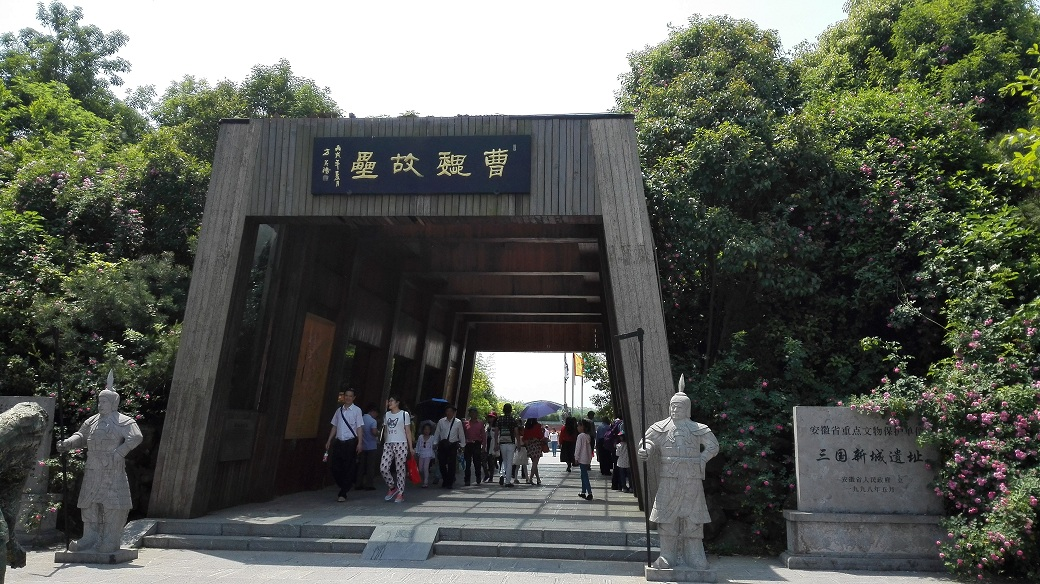
合肥之戰曹軍遺址

江東方面，早在劉備獲得益州後，孫權要求劉備歸還荊州，而劉備希望取下涼州後再還。孫權就派呂蒙襲取長沙等三郡，劉備亦率軍東下支援關羽，雙方對峙於湘江。而後劉備得悉曹操得漢中，將危害蜀地安全，便與孫權和談平分荊州，但雙方的關係已惡化。孫權趁曹操西征張魯之際率大軍攻擊合肥，發動第二次合肥之戰，最後被張遼、李典與樂進等人擊潰。魯肅去世後呂蒙繼任其位，他認為不應再依靠劉備抵禦曹操，与孙权、陆逊等策划奪取荊州。219年，劉備佔領漢中並自封漢中王後，因為呂蒙的麻痺戰術，荊州守將關羽忽視江東守軍，於同年率主力軍队北上进攻曹操。關羽於樊城之戰围曹仁於樊城、俘于禁、斬龐德，威震华夏，使曹操有意遷離許都。而後曹操聽從司馬懿建議拉攏孫權對付關羽。在此期间，发生了关羽为解决于禁降兵的粮食问题，抢夺孙权米粮的事情，进一步坚定了孙权袭取荆州的打算。由于麋芳、士仁不满关羽，不战而降，关羽布置的东线防御完全失效，使得呂蒙夺得江陵等地，招降武陵，公安與零陵等地区，最後於麥城擒获關羽并处决，孙刘联盟正式破裂。關羽被擊潰後，劉備的上庸守将孟达投降曹魏，至此劉備勢力完全退出荊州。
220年曹操去世，世子曹丕繼魏王位後，同年12月10日接受漢獻帝禪讓帝位，國號「魏」，遷都洛陽，史稱曹魏，至此東漢正式滅亡，進入三國時期。隔年221年，劉備在成都稱帝，以漢室宗親身份繼續使用國號「漢」，史稱蜀漢，随后以報關羽之仇為由東征孫權。而孫權则因此向曹魏稱臣，曹丕封孫權為吳王，加九錫。孫權派出接替呂蒙的陸遜迎戰刘备率领的蜀军，222年蜀军慘敗于夷陵、猇亭，史称夷陵之战，不久刘备病死於白帝城。孙权宣布自立年号，不再尊用曹魏的年号。223年，劉禪繼任帝位，軍政大權由諸葛亮掌握。曹丕则與孫權翻臉，兵分三路南下，為孫權所阻而退。諸葛亮於同年向孫權聯繫後，雙方再度結盟，从此三国局勢再度成為东吳蜀汉同盟對抗曹魏，未再发生变化。229年孫權正式稱帝，國號「吳」，史稱孫吳。另外，早在210年交州領主士燮即歸順孫權，226年吳將呂岱實質佔領交州，士燮之子士徽投降。

### 內訌外鬥

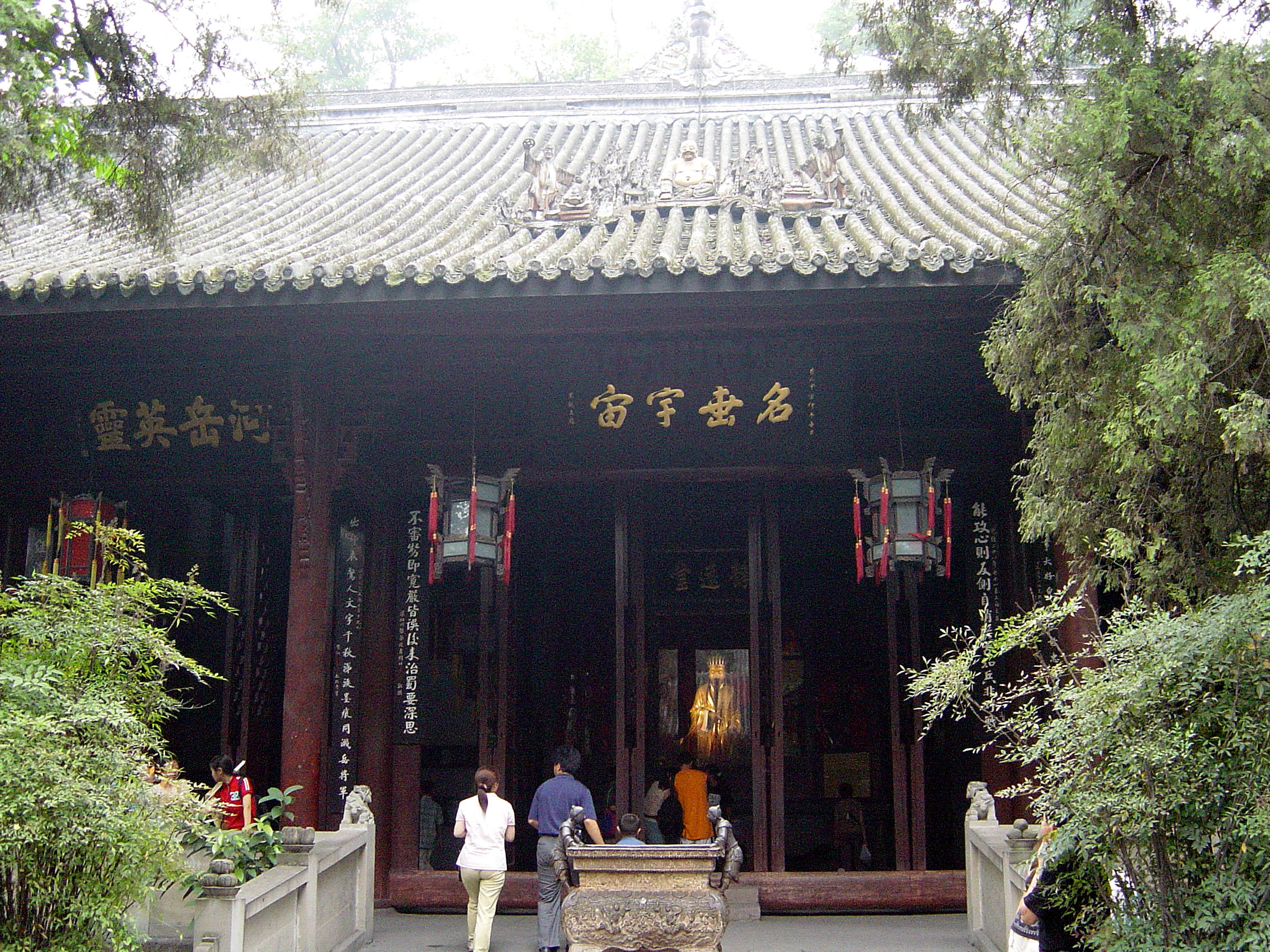
位于成都武侯祠的诸葛亮殿

蜀汉南中地區在劉備去世後發生叛亂，諸葛亮以心戰為方針平定南方之亂，並提出不留兵、不運糧作管理，令南中大致安定；雖然後來仍有零星動亂，但都被馬忠、張嶷等平定。而後諸葛亮轉向對付曹魏，在227年至234年間與曹魏爆發六次戰爭，其中有五次北伐，一次抵禦魏將曹真的南征，史稱諸葛亮北伐。诸葛亮屢次擊敗魏軍，奪取武都、陰平，殺魏將张郃、王雙。但是司马懿採取坚守战略加上蜀道补给困难，諸葛亮最終未能攻克长安，在五丈原逝世。而魏延與楊儀因互鬥而先後去世，令蜀漢失去兩個人才。蜀漢政局由蔣琬、費禕與董允維持，並暫停大規模北伐。蔣費二人相繼去世後，姜維對曹魏展開北伐，但都没能取得明显的戰略效果，並消耗了国力。姜维過於專注北伐，在大臣董允去世後，劉禪寵信的宦官黃皓及陳祗敗壞朝政。等到姜維對付黃皓時反被迫害，只好遷鎮沓中以避禍。
孫吳為了聯合蜀漢，派將領陸遜、諸葛瑾等人於合肥、襄陽、江夏與曹魏對抗，但成果不大。吳帝孫權任用顧雍為相十九年，使吳國大治。諸葛恪等人成功讓山越歸順，安定後方，增加了人口與軍隊。然而孫權到了晚年發生不少失誤，為孫吳的未來帶來隱憂。他先是不聽大臣勸諫，誤信遼東公孫淵會歸降，最後軍馬錢糧被其併吞。淮泗集團和江東集團的利益之爭引發張溫、暨豔事件與呂壹亂政。更嚴重的是二宮之爭，由於原太子孫登的去世，使得孫權鍾愛的孫霸與繼任為太子的孫和發生鬥爭，諸大臣亦分成派系分別支持。最後孫權廢孫和殺孫霸，選擇年幼的孫亮繼承皇位，並誅殺流放一些大臣，其中名將陸遜就在這場鬥爭中死去。252年孫權逝世後，太傅諸葛恪輔佐吳帝孫亮，然而諸葛恪因北伐失利而罪責眾人，大失人心，不久被孫峻和吳帝孫亮所殺。孫峻與從弟孫綝掌握大權後並行恐怖統治，大臣世家牽連身死者多，吳帝孫亮亦被孫綝廢除。吳帝孫休繼位後，便與大將丁奉聯手將孫綝誅殺，但此時國政已江河日下。
曹魏主要戰爭都是抗衡蜀漢與孫吳的攻擊，在魏帝曹丕去去世後由曹真、曹休、司馬懿及陳群四人輔佐魏帝曹叡，而張郃和滿寵都是一方大將。這些將領守衛著魏國，其中以司馬懿最為卓越，他成功抵禦蜀漢北伐，並討於遼東之戰攻滅公孫淵的燕國。在曹叡死後，同為託孤大臣的曹爽與司馬懿發生權力鬥爭。最後司馬懿在249年發動政變，史稱高平陵之變，曹爽及其黨羽被滅族，魏國朝政為司馬懿父子掌握。其子司馬師、司馬昭相繼掌權，展開外除方鎮內廢魏帝的行動。當時守衛曹魏東方的重鎮壽春發生三次反抗司馬氏的舉兵，分別是王淩、毌丘儉與文欽、諸葛誕等三次叛亂，史稱壽春三叛。除王凌外的叛軍雖然獲得孫吳的援軍，最後仍被司馬氏擊潰。司馬氏專政期間，支持魏帝的將領與大臣有的反对司马氏事败，有的自危，于是或被殺害或逃亡至蜀吳二國，而司馬昭在殺害魏帝曹髦後，因已徹底清除異己而準備代魏稱帝。

### 三分歸晉

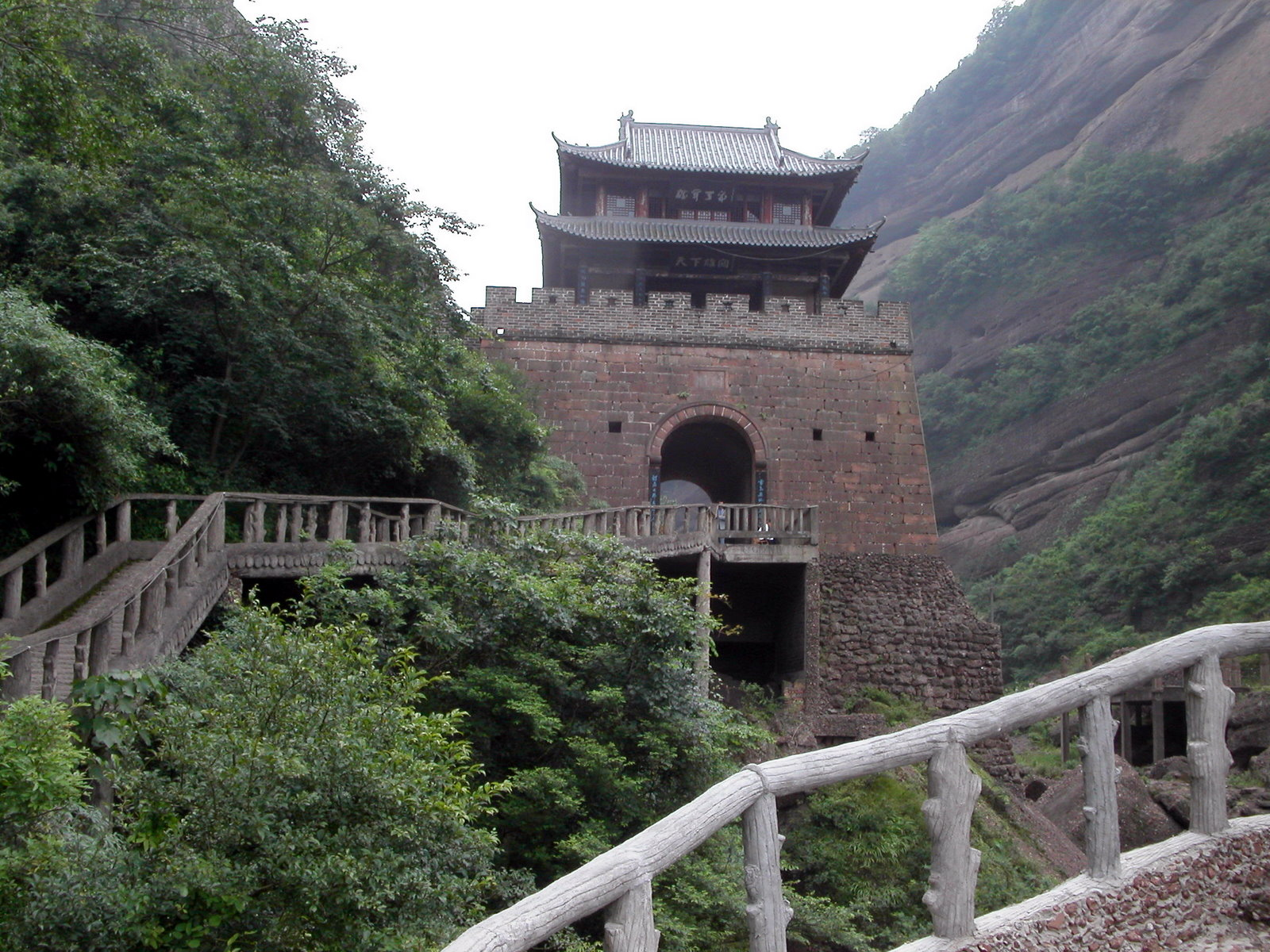
現今重建的劍閣剑门关

司馬昭為了建立赫赫軍功，做好代魏準備，於263年趁蜀漢大将姜維避居沓中之際發動魏滅蜀之戰。他派鍾會、鄧艾、諸葛緒分兵三路南下漢中，但姜維即時趕回劍閣，擋住魏將鍾會的攻勢。而鄧艾走陰平小路進逼成都，蜀將諸葛瞻在綿竹戰敗而死，至此劉禪开城投降，蜀漢亡。其後姜维力圖復國，诈降鍾會，并促使鍾會诬陷鄧艾成功将其囚禁。钟会意圖占据西川叛變，但因魏軍將士多有不服，後被衛瓘、胡烈所平。鍾會、鄧艾與姜維在這次動亂中都被殺。當時孫吳也有出兵袭魏和入蜀，意图救蜀，得知蜀亡，意圖攻入蜀地夺取白帝城，但被蜀漢舊將羅憲擋在巴西郡而失敗。
孫吳在孫休去世後，因為太子年幼，濮陽興和張布鑑於國家動盪不安，改立廢太子孫和之子孫皓為帝。然而孫皓繼位後不修內政，殘暴濫刑，濫殺大臣並任用岑昏等奸臣，百姓生活苦不堪言。濮陽興和張布不久也被殺。但孫皓尚能以陸凱為相、以陸抗鎮守荊州江陵，維持吳國軍政。265年司馬昭去世後，其子司馬炎受禪稱帝，定都洛陽，國號晉，史稱西晉。司馬炎稱帝後開始籌備伐吳，派王濬於益州大造船艦，以羊祜鎮守襄陽與鎮守江陵的吳將陸抗對峙。羊祜廣施恩惠，採用「各保分界，無求細利」的方針，使荊州百姓的民心被動搖。然而，當西陵太守步闡叛降西晉、羊祜率軍南下支援之際，陸抗仍擊退晉軍並瓦解叛軍，成功地守住荊州地區。嶺南地區亦發生兩次叛亂，264年孙皓即位後，交州向曹魏投降。兩年後吳軍意圖奪回但被晋将毛炅擊敗。269年孫皓以虞汜、陶璜及李勖等人分陸海兩路會師合浦，至271年方奪回交州。279年，修允部屬郭马於廣州（約今廣東省及廣西省）叛變，孫皓先後派滕修、陶浚、陶璜等多方圍剿方平定。同年晉軍率大軍南征，吳國岌岌可危。
孫吳重臣陸凱及陸抗相繼去世後，晉將羊祜提議伐吳，但遭賈充反對而作罷。279年西北之亂始平，王濬、杜預上書司馬炎，認為是時候伐吳，賈充、荀勗等認為西北未定而反對。最後司馬炎決定於該年11月大舉進攻吳國，史稱晉滅吳之戰。他以賈充為大都督，上游王濬唐彬軍、中游杜預胡奮王戎軍、下游王渾司馬伷軍多路並進。280年1月孫皓急任丞相張悌率沈瑩、孫震渡江抵禦王渾軍，但皆戰敗而亡。而王濬軍沿長江配合其他晉軍攻下西陵、江陵、武昌及尋陽等地，杜預也奪下荊州南部。3月，孫皓見晉軍已包圍建業，認為大勢已去而投降。陶璜、滕修等见吴已亡，也都对晋表示归附。孫吳滅亡，西晉統一天下。至此三國時期結束，進入晉朝時期。

## 疆域及行政區劃

三国政区示意图

三國分為曹魏、蜀漢及孫吳三國。這三國大致繼承東漢的疆域及政區制度，為州、郡、縣三級制。州設刺史或州牧。郡設太守。縣大者置令，小者置長。郡制方面：曹魏河南郡治洛陽，為國都所在，稱河南尹。蜀漢蜀郡治成都，為國都所在。曹魏又設王國，置相，與郡同等；孫吳丹陽郡治建業，為國都所在。另外孫吳於毗陵（今江蘇常州）設有典農校尉，管轄三縣，等同郡。孫吳在一些轄區遼闊的郡下設都尉，冠以東、西、南、北部之名，並有駐所和領縣，其中有不少在后期正式成为郡。縣制方面：曹魏有公國、侯國、伯國、子國、男國之封，蜀漢和孫吳則為侯國，這些皆相當於縣。孫吳又在丹陽郡設有一些都尉，皆相當於縣。
曹魏的疆域主要是在曹操時即大幅發展，至曹丕稱帝建國後定型，約佔有整個華北地區。大致上北至山西、河北及遼東，與南匈奴、鮮卑及高句麗相鄰；東至黃海。東南與孫吳對峙於長江淮河一帶及漢江長江一帶，以壽春、襄陽為重鎮；西至甘肅，與河西鮮卑、羌及氐相鄰。西南與蜀漢對峙於秦嶺、河西一帶，以長安為重鎮。在立國後原有87郡及十二州，有：司隶、徐州、青州、豫州、冀州、并州、幽州、兗州、涼州、雍州、荆州（佔東漢荊州北部）、揚州（佔東漢揚州北部）。曹魏於西域設置管轄海頭（今新疆羅布泊西）的西域長史和管轄高昌的戊己校尉。221年孫權稱藩後，曹魏讓孫權領有荊州牧，將荊揚等孫權勢力則定為荊州，曹魏原直轄的荊州北部改稱為郢州。雙方決裂後曹魏復改郢州為荊州。220年至226年，分隴右置秦州，最後併入雍州。滅蜀漢後分益州置梁州，共增加兩州。
蜀漢為劉備所建，他直到赤壁之戰後才在諸葛亮協助下，由荊州南部開始發展。其勢力一度涵蓋荊州（佔東漢荊州西部）、益州及漢中。立國前後與孫吳發生多次戰爭並損失荊州，於諸葛亮南定南中後獲得雲南一帶疆域，至此漸漸穩定。疆域範圍：北方與曹魏對峙於秦嶺，漢中為重鎮；東與孫吳相鄰於三峽，巴西為重鎮；西南至岷江、南中，與羌、氐及南蠻相鄰。蜀汉共有22郡、僅益州一州。於益州下設庲降都督，治味縣（今雲南曲靖），專轄南中。
孫吳的疆域在孫策時即擁有大部分的揚州。孫權在赤壁之戰後陸續獲得荊州西部、交州，並在擊敗關羽後獲得整個荊州南部。至孫權稱帝後疆域方穩定下來。孫吳北與曹魏對峙在長江淮河一帶及漢江長江一帶，以建業、江陵為重鎮；西與蜀漢相鄰於三峽，西陵為重鎮；東及南至東海南海，其中最南達現在越南的中部。孫吳原有32郡及三州：荆州、揚州、交州。於226年設置廣州，後併入交州，至264年再復設廣州，共增加一州。

## 政治體制

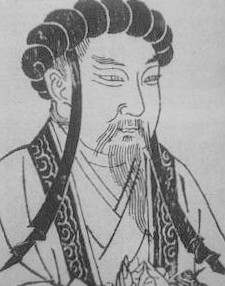
蜀漢丞相諸葛亮像

三國時期的政治制度和東漢稍有不同，以曹魏改革较多，後來西晉也大多繼承其制度。曹操是因為朝廷大權集中於尚書台才得以掌握大權，魏文帝曹丕為了避免尚書台（行政機關）權力過大，正式分離出中書監（決策機關），政治制度開始走向三省六部制。另外，又新設置移動式的行尚書台，稱為行台制。由尚書台分出部份官員來隨皇帝移動辦事。地方制度方面，出現類似軍區司令的都督制，其中「都督中外诸军事」掌握中央軍政權力，司馬氏三世即皆以此職務掌握曹魏朝廷。孫吳也設有中書令與都督中外诸军事。三國均設有類似御史台的監察機關。
曹操鑑於東漢弊政，用人不重虛德，反對「阿黨比周」，採用「唯才是舉」的方式，並在先後提出三次求賢令。曹操以人為貴，任之以智力，御之以法術，運用到政治上大大改善在漢末戚、宦干政下，用人唯親，政治黑暗的局面。220年曹魏建立，曹操之子魏文帝曹丕接受陳群等提议的九品中正制作為拔選人才的制度，以取代漢代的察舉制度。该制度的主要內容是在地方委任地方士紳為中正官，由中正官以家世、道德、才能為標準評定各地方人士。按這些标准評定出來的结果，會呈上中央作為对人才授官的依據。这一制度由于完全取决于中正官（通常由世族擔任）的喜好或利益，幾乎使世族完全垄断官职。這為西晋世族政治打下基礎，形成「上品無寒門、下品無世族」的局面，直到隋朝才被科舉制度取代。曹魏集團的人才可分為數個部分，核心成員是曹氏夏侯氏宗族勢力，如曹仁、曹洪、夏侯惇、夏侯淵等等。第二部分是漢末大量社會名士，例如荀彧、荀攸、鍾繇、陳群、司馬懿、華歆、王朗等等，這些人才一部分目標是平亂安定漢室，另一部分則是協助曹魏代漢立國。第三部分則是劉氏皇族成員，如劉曄、劉放、劉馥等，大多放棄本身正統包袱，擁護魏室。最後一部分，也是人數最多的，不論出身或是敵將、只要有一技之長的人才，曹操都會重用，如于禁、樂進、張遼、龐德等等。曹魏集團最後形成兩個政治派別，即世族出身的汝穎集團和將帥曹氏夏侯氏為主的譙沛集團，在曹操時期尚共同支撐擁護。但是繼承權之爭，使得曹操長子曹丕與汝穎集團關係較好，其中與陳群、司馬懿、吳質、朱鑠關係最好，合稱四友，最後削弱譙沛集團勢力。
蜀漢前期由诸葛亮以丞相总掌军政，諸葛亮死後不再設置。政事改由尚書令掌握，軍權则以大司马掌军事行政，大将军为最高军事统帅。諸葛亮入蜀後即提倡治實精神，即「治實不治名」。對南中採取攻心為上，取得「夷漢粗安」的效果。對孫吳採取實質外交，為諸葛亮北伐解除「東顧之患」。依法治国，「先理強、後理弱」，打壓豪強安撫百姓，提倡法度規範，約制官職，嚴格遵從權制，廣開誠心，公平行事。人才的部分有三種，第一是隨劉備起家的關羽張飛，第二是在劉備發展過程不斷加入的人物或士大夫，如諸葛亮、龐統與法正等，構成中堅，第三則是蜀中原劉璋的部下，如吳懿、許靖、李嚴等。政律方面，《蜀科》即由諸葛亮、法正、劉巴、李嚴及伊籍等人共同編列。劉禪執政後，政策多由諸葛亮所主持。他在朝內制定規範，訓誡大臣；而朝外風氣清廉，人心不亂。即使连年与魏国交战，蜀汉的经济并未受太大负累，有“亮之治蜀，田畴辟，仓廪实，器械利，蓄积饶，朝会不华，路无醉人”的评论。诸葛亮在世与去世后都得到蜀汉旧地百姓的怀念，其治国能力与效果为当世与后世极为称道。諸葛亮死後，蔣琬、費禕、董允、姜維等都繼續諸葛亮的政策；後來劉禪寵信宦官黃皓，朝政開始變壞。儘管如此，到蜀漢滅亡為止，地方的政風仍算清廉。
孫吳也以丞相掌握政事，為常設之職，有議政參政之權。孫亮繼位時年幼，丞相由宗室孙峻、孫綝先後掌控，廢立君王，權勢盛大。軍權以大司马掌军事行政，大将军、上大将军为最高军事统帅，其中都督中外诸军事的权任尤重。其治國方針大致以限江自保與施德緩刑為主，政治制度大致上跟東漢相近。其政權受南渡的江北世族张昭、周瑜及鲁肃等和居住江南的吳姓世族如丞相顧雍和名將陸遜、陸抗輔佐支持。在農業方面設有復客制來免除部份佃戶課役，實際上減輕地主負擔，開西晉蔭親制佃戶無課役之先聲。雖然孫權在顧雍協助下興修水利，江南獲得開發。但孫權在繼承人之事沒處理好，使得後來的政局不穩。孫權去世之後，朝政後來被權臣孙峻、孫綝等人挾持。吳景帝孫休去世後，大臣認為太子年幼，擁立年紀較長的孫皓為帝。但他卻是一個殘虐和好酒色的君主，進而導致孫吳亡國。

## 對外關係
三國之間的外交關係，大多是蜀漢與孫吳同盟對抗曹魏，取得三國互相制衡。吳蜀聯盟是諸葛亮依據隆中對策制定下來的策略，此聯盟經歷建立、破壞、保持三個階段。曹操南征荊州之際，魯肅就勸孫權與劉備結盟，並會劉備於當陽長阪，又對諸葛亮說我是諸葛瑾好友。諸葛亮認為江東無法獨自與中原抗衡，孫權也不會屈服於曹操，認定孫、劉定須聯盟抗曹。周瑜也認為曹軍數量雖多，但兵疲將疑，不需畏懼。最後，孫劉聯盟於赤壁之戰擊敗曹操。破壞階段：劉備佔領荊、益二州後，孫權趁關羽北伐襄樊之際，派呂蒙襲取荊州，孫劉聯盟破裂。而後曹丕稱帝，孫權甚至願意成為曹魏藩屬，受封為吳王。孫權又任用陳化、馮熙、沈珩與曹魏外交，使得曹丕在軍事上猶豫不決。而後劉備伐吳，被陸遜於夷陵之戰擊敗。曹丕至此才以藉口發兵三路南征孫權，但都被孫權沿長江抵禦強敵。最後是保持階段：劉備去世後，諸葛亮馬上派鄧芝東去與孫權重修好，孫權聽從鄧芝建言後，就自絕曹魏，與蜀漢聯合，並且派張溫與蜀漢和好。之後諸葛亮又派費禕、陳震與吳通好。到孫權稱帝後，雙方甚至協議平分中原，這些都體現了諸葛亮治實精神。

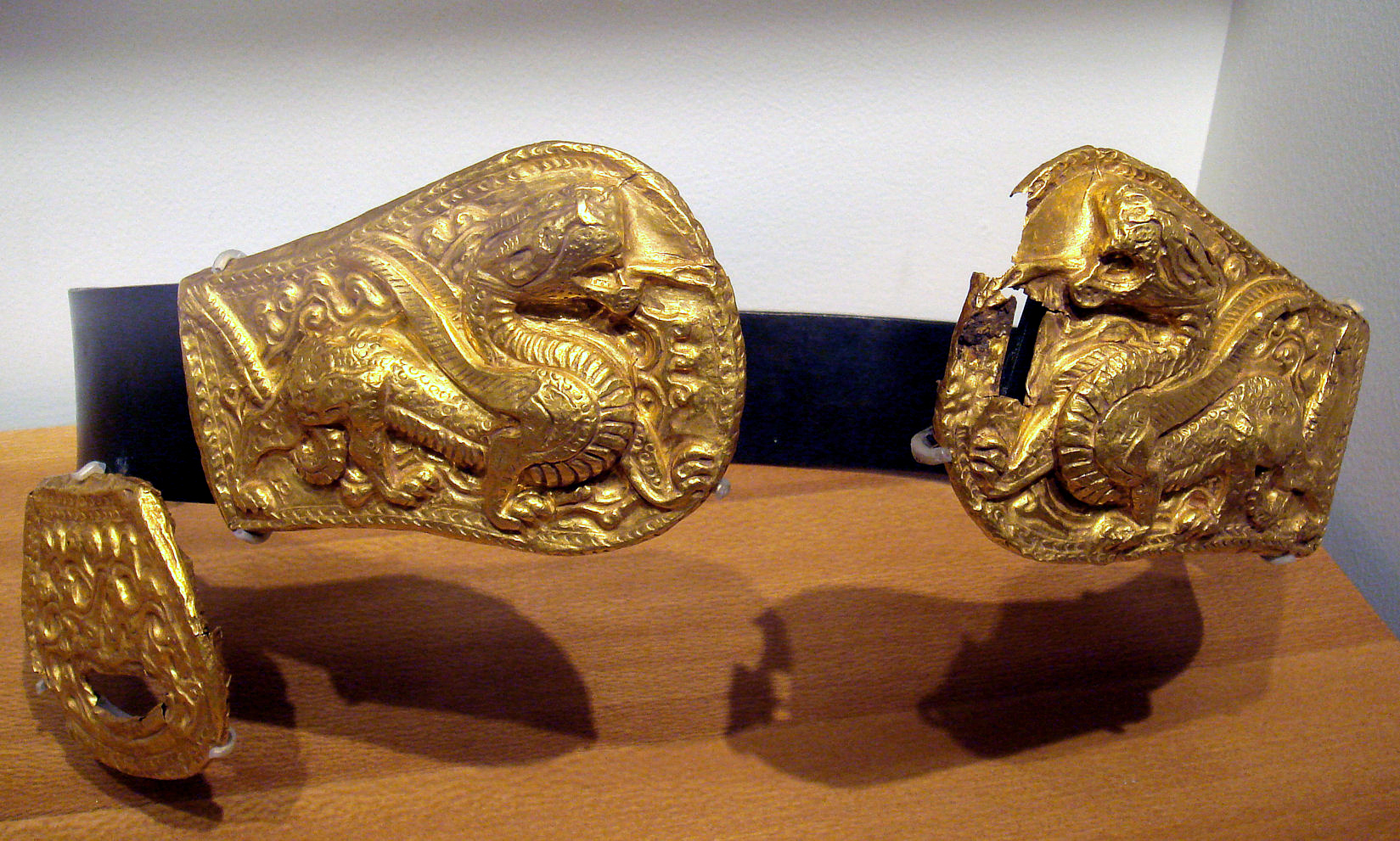
鮮卑的皮帶扣，約3至4世紀之間

三國與外族互動的部分，或聯合攻擊敵人，或攻滅以除後患與補充人口。而匈奴、鮮卑、羯、羌及氐等族也陸續遷居中原，到西晉時涵蓋了關隴、并州及幽州等地區。東北方面，有高句麗、沃沮、東扶餘及三韓、百濟。204年在遼東割據的公孫康率軍攻破高句麗王都，迫使新王伊夷模東遷至國內城。246年，曹魏毌丘儉率軍擊敗高句麗。公孫康置帶方郡後與百濟聯姻，之後百濟併帶方郡而立國。日本的邪馬台國興起後，遣使納貢曹魏，魏明帝封邪馬台國女主卑彌呼為親魏倭王。魏晉以來天山以北及蒙古草原的民族主要有烏孫、堅昆、敕勒、丁零、呼揭、匈奴、鮮卑及烏桓等族。東漢之後匈奴分為南北；51年，南匈奴大多徙居在幷州中部的汾水一帶。188年单于于扶罗趁中原內亂之际率軍入侵。202年南匈奴歸附曹操後，曹操將南匈奴分成五部，每部立帥長，並派漢人監督。烏桓族長蹋頓與袁紹結盟，並獲得了單于的封號。205年，曹操擊敗袁尚，袁尚與袁熙兄弟逃至蹋頓處。而後曹操率精銳遠征烏桓，於白狼山斬殺蹋頓，降服烏桓。鮮卑在東漢末期由檀石槐統一，屢次入侵東漢，其死後鮮卑分裂為東部、中部及西部鮮卑。西部鮮卑軻比能重整鮮卑後兩度入侵曹魏，並響應諸葛亮攻魏。235年，曹魏幽州刺史王雄遣刺客將他暗殺，其勢瓦解。

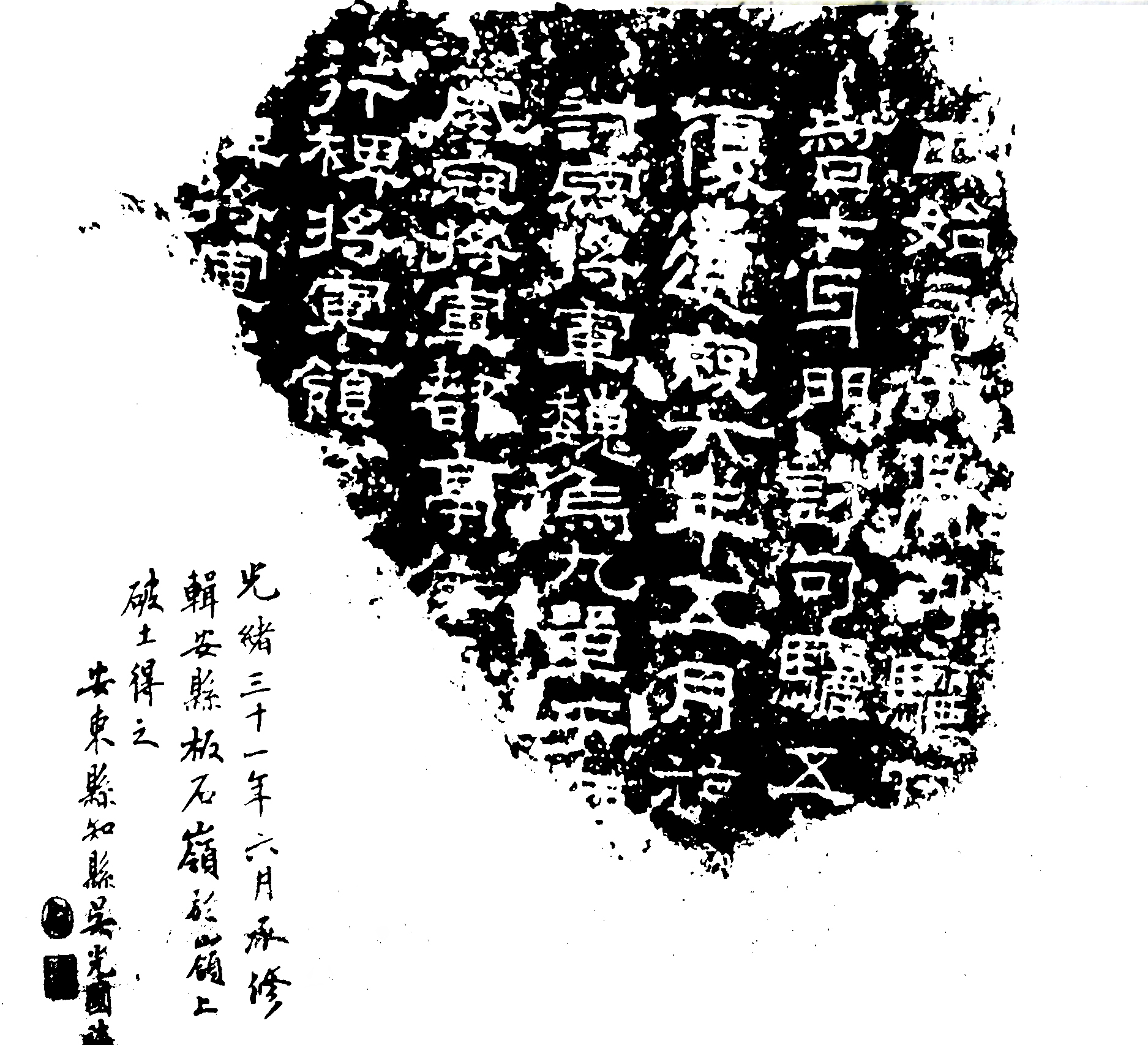
曹魏伐高句麗紀念碑拓印片段

西部方面，西羌於三國時期開始遷居中原，分佈於中國中部的山地地區。當時河西諸羌和武都、陰平的羌族分別歸附曹魏及蜀漢。這兩國相互攻伐時都徵召羌族參加作戰。氐族方面，在東漢末期，興國氐王阿貴與百頃氐王千萬各擁部落，後為曹操所破。曹操恐劉備取武都以逼進關中，乃遷其人五萬餘落於扶風、天水等郡。曹魏初，又有武都氐部歸附內徙。當時西域地區有鄯善、高昌、焉耆、龜茲及于闐等國。魏文帝派官員管理西域地區，加強與西域各國聯繫，然而影響力不大。魏文帝還於229年封大月氏王波調為親魏大月氏王。西南方面，225年蜀漢丞相諸葛亮率軍平定南中之亂，降伏南蠻（西南夷）族長孟獲，並設置庲降總督管轄。往後雖有叛變發生，但皆不大。此時期在南方共有三大蠻族，分別是分佈巴郡、江陵及淮水一帶的廩君蠻；分佈武陵、長沙一帶的槃瓠蠻，又稱傒人；分布在巴郡閬中一帶的板楯蠻，又稱賨人。夷陵之戰時蜀漢也曾遣馬良聯絡武陵的槃瓠蠻共討孫吳。
孫吳內部還有山越，其為據守江南山地各族人的總稱。他們自給自足，且與曹魏聯繫，孫吳屢次征討皆難以根除。234年諸葛恪使用堅壁清野的戰術圍山三年，降伏山越，並收編其精壯為軍隊。在嶺南地區還有俚人，範圍涵蓋孫吳廣州、交州及蜀漢益州南部。孫權也展開海上的發展，他派使臣朱應、康泰泛海到夷洲（可能為現今台灣或琉球）、亶洲補充人口、到遼東、朝鮮半島、林邑（今越南南部）、扶南（今柬埔寨）和南洋群島等地溝通聯繫，這些都擴大孫吳在海外的影響力。大秦商人和林邑使臣也曾到達吳都建業。

## 軍事制度

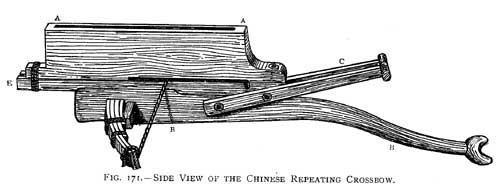
諸葛亮發明的連弩的側視圖

三国军事制度大部分沿用汉制，但是又有几个重大变革，產生許多制度以及部曲的興盛。世兵制起源自漢末的質任制，當時軍閥為避免士兵逃散，將其家屬集中管理，形成軍戶。由於長年戰亂，最後出現專司作戰的「軍戶」、「士家」，子承父業，甚至祖孫三代都為兵。而且年老之後也不能退役，改為從事後勤運輸方面的工作。世兵制是对于东汉募兵制、徵兵制并行制度的重要变革，并逐渐取代了前者，保持了很多势力稳定的作战力量。內軍外軍制度與都督制：内军或中军负责政治中心的治安防卫，外军负责边境、军事要地的守卫，并从事屯田，互不统属。中军的领导為中护军、中领军，除了掌握中军還要负责各级军事将领的选拔工作。由於中军為「都督中外諸軍事」，掌握軍隊中樞，往往成為權臣夺权的重要途径之一。曹魏將分軍隊為中军、外军和州郡军（地方军队）。而蜀汉與孫吴也有分外军为中、前、左、右、後五軍。戰區依都督制可加設「都督諸州軍事」，其軍政和一，多跨越州郡。例如，曹魏設有雍涼都督和揚州都督。蜀漢設有漢中都督、永安都督和庲降都督。孫吳也於西陵、江陵、巴丘、交州及广州等地設立都督。部曲在漢代本是軍隊編制的名稱，後泛指私人統率的軍隊。東漢末期戰亂連年，許多苦於戰亂的農民都去請求武裝的世族豪強保護。而世族大姓為聚眾自保而收編農民，敵人入侵時為部曲而作戰，平時則為佃客從事生產。後來大力發展成為私家軍隊。其中孫吳實行世襲領兵制，合法化的使將領與士兵建立世代的隸屬關係。

孫吳、西晉興建大量的樓船，圖為宋朝《武經總要》中的樓船圖

在三國各軍特性方面，魏軍主要區分為步軍、騎軍和水軍，此外還設有虎豹騎、烏桓騎兵等精銳軍隊。但是當時的馬鐙較少，比較珍貴。在前期，兵員靠募集、徵發及強制降俘和少數民族為兵等。到後期，逐漸形成世兵制，並成為主要集兵方式。為了兵源穩定，曹魏實施军户、民户严格分离，除其子世代为兵外，军户的妻女也只嫁军户，保证其繁衍。
吳軍以舟師為主，步兵次之。孫吳水軍發達，在濡須口（今安徽巢縣東南）和西陵（今湖北宜昌）設有水軍基地，在侯官（今福建閩侯）設有造船廠。其所造名為「長安」、「飛雲」、「蓋海」等樓船，皆有五層，可載3,000名士兵。272年晉武帝升王濬為益州刺史，並密命其於四川組建樓船，以滅東吳，其所造之船，最大的可載2,000多人，且能在船上馳馬往來。孫吳的精銳軍隊有車下虎士、丹陽青巾軍與交州義士等，還有設有山越兵、蠻兵、夷兵等少數民族部隊。由于比较特殊的社会政治环境，孫吴除了有世兵制外，还有世襲領兵制。各将领所領軍隊算是其部曲，軍隊除了服从中央指挥参与战役，但还要为其将领提供其它耕种杂役等。在將領死后軍隊須繼續聽令將領之子或其弟等繼承者。
蜀軍以步兵為主，騎兵次之。蜀漢亦編有少數民族部隊，主要有賨兵、叟兵、青羌兵等，當中以「無當飛軍」最出名。在武器裝備方面，蜀漢比秦漢時有所發展。兵源方面，蜀汉實施世兵制，由于人口远远少于其它两国，也實施徵兵制來補充兵源。诸葛亮發明八陣圖以利立營練兵。在補給方面设计出木牛流马以利山地運輸。他還制造出一弩发十矢的連弩，並以此編制成「連弩士」。

## 人口
黃巾之亂后，中原地區發生天災饑荒，以至出現人吃人事件。董卓掌權後，放縱士兵淫略妇女，剽虏资物。在面對關東聯合軍逼近下，強遷洛陽數百萬人民到長安，還焚燒宮廟官府居家，二百里內無復孑遺。以至於民怨載道，人口數大減。及後李傕據關中，三輔尚還數十萬戶，但是李傕出兵掠奪，加上飢荒，人民在兩年自相食殺略盡。益州的刘焉、刘璋及荆州的刘表鎮壓叛亂，扬州因為孙策等人的戰爭，使得人口數都減少。
當時的人民朝三個方向流動：由關中西遷至涼州或是南遷至益州、沿漢水遷移至荊州，各約十萬戶。由中原地區往東北遷移至冀州或幽州，再遷至遼東。鮮卑和烏桓也因為這波流民而壯大。最後也是最大一股，是由中原地區遷移至徐州彭城，再南遷至江南地區。當時「是時四方賢士大夫避地江南者甚眾」，孫吳立國的基礎即建立在此上。例如：魯肅、諸葛瑾、呂蒙、張昭及徐盛等人就是此次南渡的中原士族之一。
自三國鼎立局勢漸漸形成後，人民轉而因統治者或戰爭而被迫遷移。曹操攻擊張魯時及攻下後，共遷部份的川東漢中居民入關中。曹丕建都洛陽後，遷冀州五万户士家以实河南。魏灭蜀后遷蜀人三万家至洛阳和关中。劉備領有益州，多次迁民于成都平原。諸葛亮第一次北伐失敗後，也遷隴西居民以實漢中。孫權在早期即擊敗江夏太守黄祖，虏掠男女数万口。他建國後為了提昇人口數，平定山越並以其「羸者充戶，強者補兵」，並且騷擾淮南來獲得人口。
以下表格可知人口銳減趨勢。由東漢晚期到西晉統一全國，雖然時間儘隔125年，但人口只有東漢人口峰值的35.3%。至此戶口一蹶不起，至到隋文帝在位时方漸復甦。另外值得注意的是人口高度的军事化，當時三國控制的人口還有兵戶、吏戶、屯田戶等。例如曹操早在創建時期即推行屯田制。蜀汉人口雖只有九十萬，但是却有十萬多的軍隊，佔總人口十分之一。而屯田户数量之大，对当时社会经济的恢复和发展起着决定性作用。
| 國家 | 國家 | 年代                      | 戶數         | 口數         | 備註                                                                           |
| --- | ---- | ------------------------- | ------------ | ------------ | ------------------------------------------------------------------------------ |
| 東漢 | 東漢 | 漢桓帝永壽三年（157年）   | 10,679,600戶 | 56,476,856人 | 是年距漢靈帝時黃巾之亂27年（184年），距漢靈帝駕崩、漢少帝劉辯即位32年（189年） |
| 三國 | 曹魏 | 魏元帝景元元年（260年）   | 663,423戶    | 4,432,881人  | 是年距司馬炎代魏5年（265年），距曹丕代漢建魏40年（220年）                      |
| 三國 | 蜀漢 | 漢昭烈帝章武元年（221年） | 200,000戶    | 900,000人    |                                                                                |
| 三國 | 蜀漢 | 漢後主炎興元年（263年）   | 280,000戶    | 1,082,000人  | 於蜀亡之際，人口數含带甲将士十万二千，吏四万人。                               |
| 三國 | 孫吳 | 吳大帝赤烏元年（238年）   | 600,000戶    | 3,000,000人  | 其中兵八十萬。 是年為孫權稱吳王（222年）後的16年，稱帝（232年）後的6年。       |
| 三國 | 孫吳 | 吳末帝天紀四年（280年）   | 530,000戶    | 2,535,000人  | 於吳亡之際，人口數含吏三萬二千，兵二十三萬，后宮五千余人。                     |
| 西晉 | 西晉 | 晉武帝太康元年（280年）   | 2,495,804戶  | 16,163,863人 | 是年晉統一中國，為司馬炎建立晉朝後的15年。                                     |
| 西晉 | 西晉 | 晉武帝太康三年（282年）   | 3,770,000戶  | 18,850,000人 | 於晉統一中國後，此為晉朝戶口最多時期。                                         |
| 註：本表東漢及西晉的人口數據源自。三國人口數據源自《通典卷第七．食貨七．歷代盛衰戶口》。數據僅比較差異，實際上的戶口數會比較高。這是因為在魏晉南北朝時期，戶口數據受到部曲、軍戶、豪族門客或是戰亂等因素使得有隱瞞或不列入統計。 |      |                           |              |              |                                                                                |

## 經濟

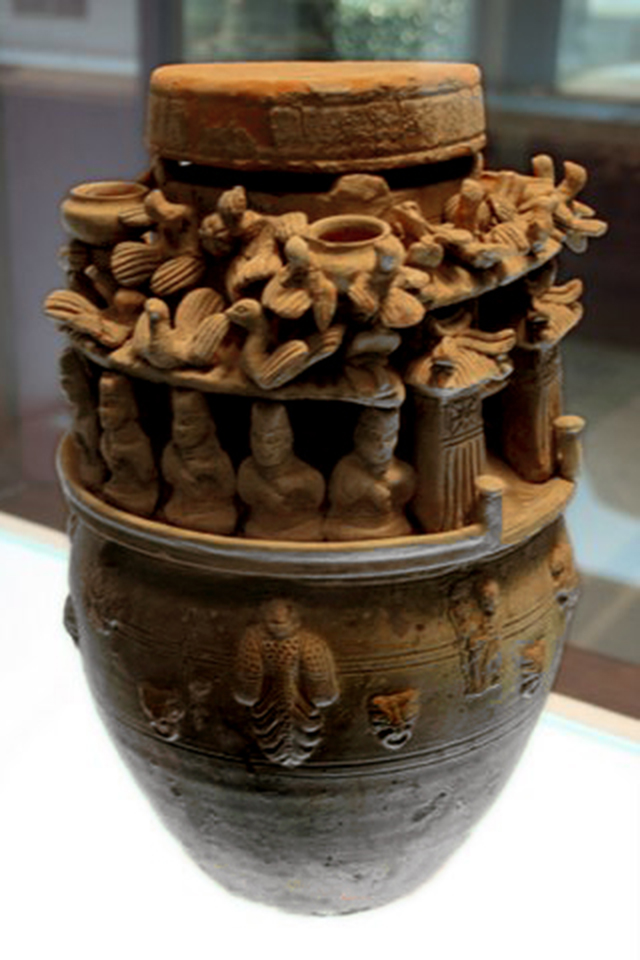
孫吳時期的由人物與鳥類等構成的綠釉陶瓷罐

東漢末年，因為天災戰亂，社會受到破壞，使得經濟衰退，大量農地荒廢。部份豪強世族紛紛率領族人，建立塢堡以自衛。在其周圍從事生產活動後，漸漸成為自給自足的莊園制度。塢堡和莊園制度都影響後來魏晉南北朝的經濟模式。由於東漢朝廷的崩潰，無人重鑄磨損不堪的銅錢，加上大量私錢出現。到三國鼎立後，新發行的銅錢未能廣泛通行，只好正式以布帛穀栗等實物為主要貨幣。
曹魏、蜀漢、孫吳三國當中，以曹魏人口最多，墾荒的面積最廣，這正是當時三國中以曹魏實力最強的原因。曹魏推行屯田制，組織流民耕種官田。使得稍加恢復社會秩序，增強曹魏實力。曹魏重視農業的另一實證是其大興水利，其工程的規模和數量在三國中首屈一指。如關中一帶闢建渠道，興修水庫，一舉改造了三千多頃鹽鹼地，所獲使國庫大為充實。再如曹魏在河南的水利工程，其成果使糧食產量倍增，但《三國食貨志》也指出這些水利工程許多缺乏規劃，僅能收短期效果。曹魏建置大型官營手工業作坊，發展手工業生產。鄴、洛陽等貿易城市，商業經濟發達，和海外有貿易往來。此外造船業、陶瓷業、絲織業、製鹽業等等也都十分發達。值得注意的是曹魏一直無法擺脫實物交易的經濟模式，少數幾次的貨幣改革嘗試都以失敗收場，這可能與其國土內缺乏大規模的銅礦礦山作為基礎有關。

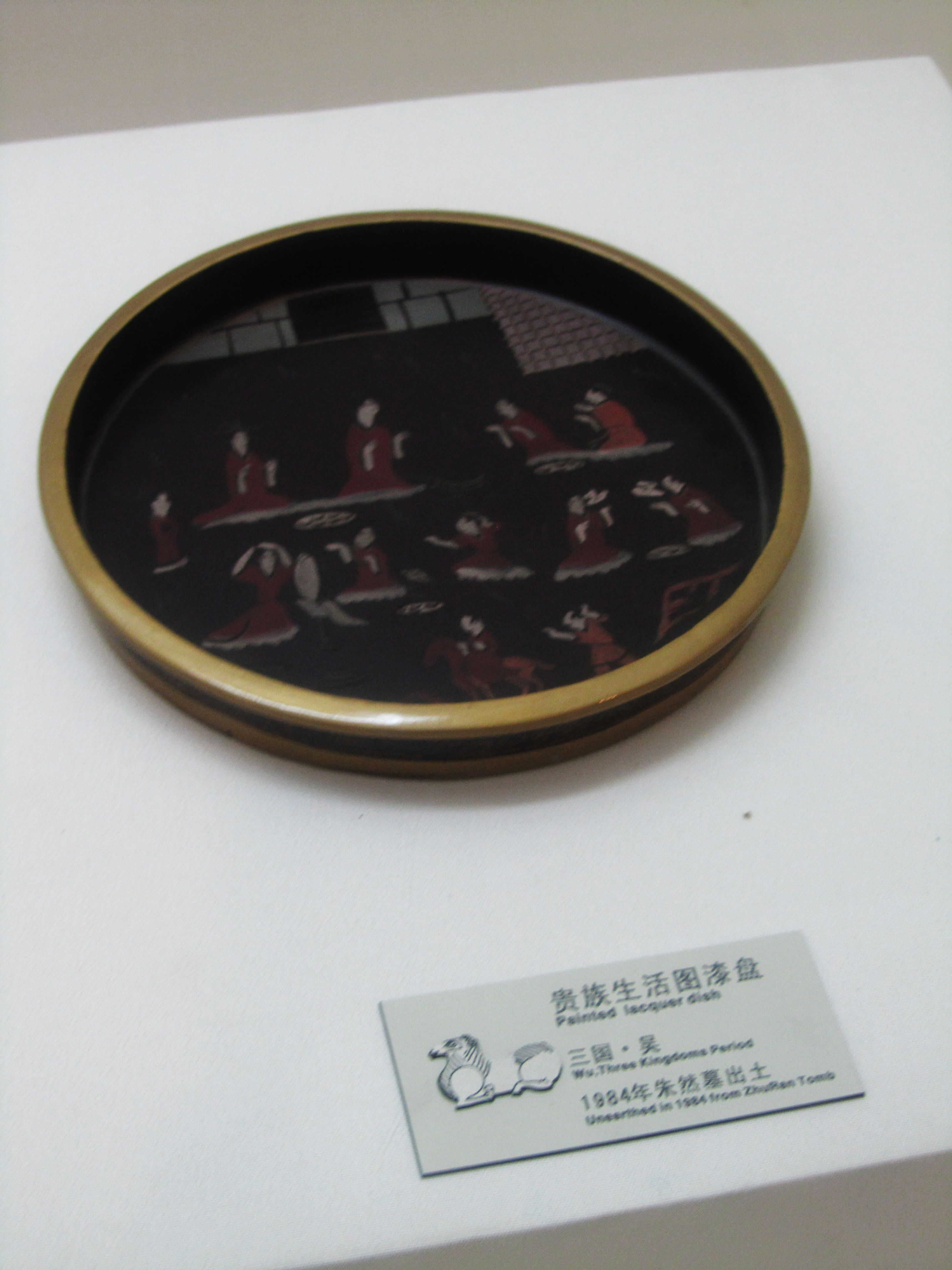
東吳將領朱然的墳墓出土的貴族生活圖畫盤

蜀漢土地肥沃，物產豐饒，東漢末年遭受的戰亂也較中原為輕。劉備入蜀後，巴蜀地區財政混亂，劉巴提出鑄直百錢，平衡物價，解決問題。當中五銖錢與直百錢並用，為犍為郡所鑄，從中知道蜀鑄錢不只在一地，而蜀錢終三國一代也一直是蜀國重要的輸出品，甚至連魏國都大量流入跟通行。諸葛亮又派人整修和護理都江堰，保障農業灌溉。蜀漢的手工業以鹽、鐵和織錦業等最為發達。張華《博物志》提到諸葛亮發展蜀鹽，利用天然氣，大幅提高蜀鹽產值。左思《蜀都賦》中提到「闤闠之裏，伎巧之家。百室離房，機杼相和。」，所以蜀錦能遠銷吳、魏二國，諸葛亮亦認為蜀錦為支持國家的重要物資。 而南中金、銀、丹、漆、耕牛、戰馬等貢品，令蜀漢軍費有所供給，國家富裕。至蜀漢亡時，官府仍有金、銀各二千斤。首都成都也是當時的商業都市之一，《蜀都賦》提到「市廛所會，萬商之淵；列隧百里，羅肆巨千；財貨山積，纖麗星繁。」。
孫吳所處的江南，社會經濟起步較晚，在三國時還是人口稀薄之地。然而由於這裡戰亂較少，使得北方人民大量遷居，帶來先進生產技術和勞動力。孫權登位後設置農官，實行屯田制，江南地區的農業生產和社會經濟得到發展。紡織業方面，江南以產麻布出名，豫章郡（今江西南昌）的雞鳴布名傳千里。三吳出產「八蠶之綿」，諸暨、永安一帶所産絲的質量很高。冶鑄業以武昌（今湖北鄂州）爲最發達，孫權曾在開採銅礦，打造兵器。由於地處江南及海邊，吳國在造船和鹽業都相當發達，在海鹽（今浙江海鹽）、沙中（今江蘇常熟）設官員，來管理這兩地的鹽業生産。孫吳在建安郡（今福建福州）設典船校尉，海船南抵南海、北達遼東。海上貿易亦有所興起，孫吳的商業都市以建業（今江苏南京）、吳郡（今江苏苏州）、番禺（今广东广州）為主，其中番禺以國外貿易為主。

## 文化

### 學術思想

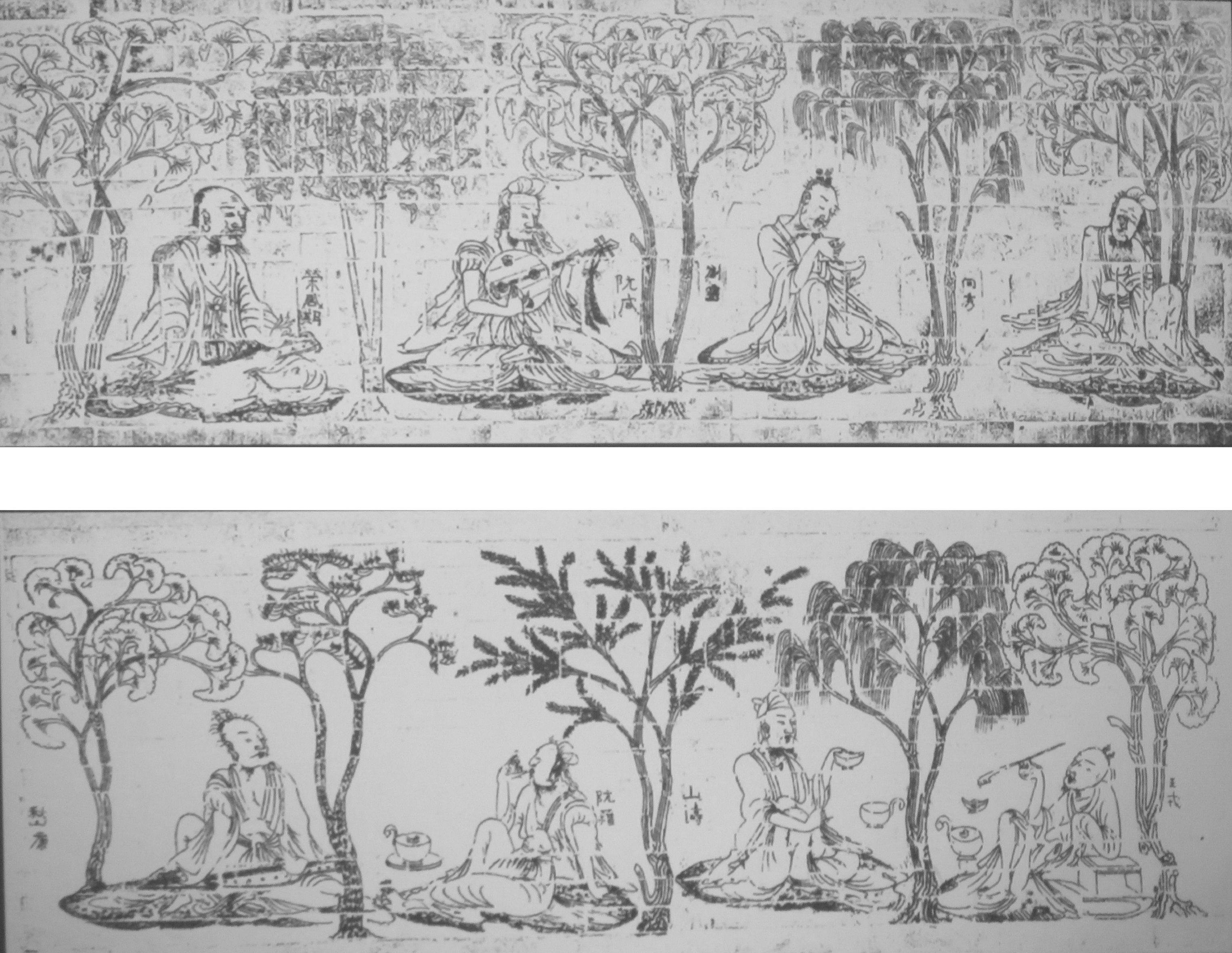
《竹林七賢與榮啟期》，南朝大墓磚畫。由上至下，左至右分別為春秋隱士榮啟期及竹林七賢阮咸、劉伶、向秀、嵇康、阮籍、山濤、王戎

漢晉之際的學術思想發生劇烈的變動，主要受傳統思想的變化與政治鬥爭有關，前者成份居大。由尚交遊、重品藻，反動而變為循名責實，歸於申韓。因尚名務虛偽反動而為自然、率直，歸於老莊。很多不受傳統價值觀制約的特色新興思想散見於史書：例如孔融的「父母於子女無恩論」、陳羣的「復肉刑論」等等。
由於東漢晚期政治敗壞，局勢混亂。社會上出現了許多主張以法家思想來恢復社會秩序的聲音，例如仲長統的《昌言》。曹操提倡信賞必罰，主張法治。提出「用人唯才」的觀念打破以門第或名教的標準。諸葛亮也提倡法治觀念，入蜀後修明法制，執法公平。提出「治國之要，務在舉賢」的主張以任才適用。他也重視軍法，如街亭之戰馬謖違反軍令而被斬，他也自貶三等。漢末魏初的名法思想為此後魏晉玄學思潮提供了基礎。
經學方面，漢末鄭玄之經學已甚受推崇。然而在魏晉之世，王肅繼承父學而註經，其對經學的見解與鄭玄不同，遂有鄭、王兩派互相駁難。西晉代魏後，晉武帝司馬炎為王肅外孫，王學遂被立為官學，黜鄭申王，王學成為一時宗主。然儒家經學已經陷於窮究章句之僵化境地，日益不能適應現實的需要。一些士人開始回歸傳統文化，研究道家思想。玄學應運而生。
玄學是魏晉南北朝時期最突出的思想。《老子》、《莊子》和《周易》是主要研究對象，合稱三玄。玄學家好談玄理，不談俗事，稱為清談。曹魏後期正始年間，名士何晏、王弼尚談老、易，王弼注釋《老子》並以老子思想解釋《周易》，從而開啟玄學清談之門。主張萬物皆生於無，以無（道的原理）為本，有（表象）生於無。進而，提出『名教出於自然』，名教與道的關係，是子與母的關係。魏末晉初，司馬氏已經權傾天下，黨同伐異，代魏之心昭然若揭。一部分士人既不願意與司馬氏合流，又無力改變現實，於是生求道出世之意。提倡老莊思想的自然真性，鄙視司馬氏以儒家名教束縛世人的虛偽。以阮籍、嵇康等竹林七賢為代表，他們把焦點由思想理論轉移到人生問題上。當時司馬氏以崇尚名教自飾。嵇康提出『越名教而任自然』，嵇阮等人認為儒教禮法壓抑自然真性，強調『心與善遇』而回歸真誠無偽的人性。他們不拘禮俗，甚至放浪形骸，以此不賢行為拒絕為司馬氏徵用。嵇康被殺後，竹林玄學陷於沉寂。西晉武帝死後，晉惠帝時期，朝綱紊亂，政治凶險黑暗。玄學重新興起。
而蜀漢則繼承了東漢儒學道統，劉備、諸葛亮對儒生的態度與魏吳相比較爲重用。比如杜微、周群、杜瓊、孟光等等人才皆晉升朝中高官。蜀漢的政治指導思想，和東漢一樣也是儒。至於諸葛亮推崇法家，但並未放棄德政，儒家也要刑法，但以德政為最終理想。

### 文學

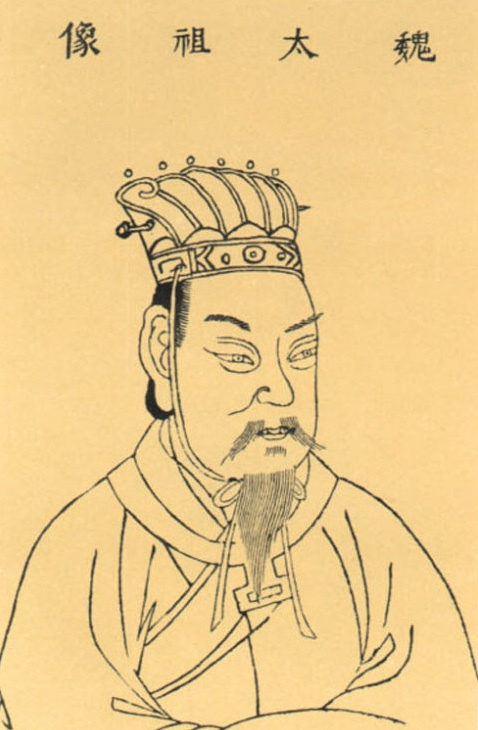
三曹之一的曹操

三國文學中以曹魏文學最盛，分為前期的建安文學及後期正始文學，其中建安文學反對靡弱詩風，被後人稱為「建安風骨」或「漢魏風骨」。這是因為自曹操等人熱愛文學，各地文士紛紛吸附。建安文學代表人物為「三曹」及「建安七子」。其他的文學家還有邯鄲淳、蔡琰、繁欽、路粹、丁儀、楊修、荀緯等。曹操具有沉雄豪邁的氣概，古樸蒼涼的風格，著有《短歌行》、《步出夏門行》、《讓縣自明本志令》等文。曹丕及曹植才華洋溢，曹丕著有文學評論《典論》，導致文學開始自覺發展，加上他本身亦從事文學創作，擅寫七言詩，故亦躋身「三曹」之列。曹植具浪漫氣質，著有《洛神賦》等文。建安七子與蔡琰、楊修等人關心現實，面向人生。他們的作品反映了漢末以來的社會變故和人民所遭受的苦難，例如蔡琰的《胡笳十八拍》。
正始文學時期，由於當時政治形勢受司馬氏操控，文人備受壓抑，難以直接面對現實。當代的作家有竹林七賢的嵇康、阮籍及何晏、夏侯玄、王弼等「正始名士」。司馬懿在高平陵政變擊潰曹爽等皇室勢力，至此司馬氏掌握魏室。而司馬師、司馬昭對反對派採取高壓政策，使得正始文人大多寒蟬不敢作為，轉而通老莊，好玄學。對於社會現實，不如建安作家那樣執著，持比較沖淡的態度。然而嵇康的散文和阮籍的詠懷詩尚繼承「建安風骨」，敢於面對司馬氏政權，其文學都有鮮明的特色。《文心雕龍》提到「正始明道，詩雜仙心。何晏之徒，率多浮淺。惟嵇志清峻，阮旨遙深，故能標焉。」說明了阮籍和嵇康皆為正始文學的代表詩人。
孫吳作家有張紘、薛綜、華覈、韋昭等。張紘為孫權長史，與建安七子中的孔融、陳琳等友善。薛綜為江東名儒，居孫權太子師傅之位。華覈則是孫吳末年作家。蜀漢作家有諸葛亮、郤正、秦宓、陳壽等。諸葛亮作為一代政治家，他的作品有出師表等。其文彩雖不如他人豔麗，然而內容淺易，情意真切，感人肺腑，表露出他北伐的決心。秦宓所寫的五言詩遠遊，是蜀漢流傳下來唯一可靠的詩篇。蜀中亦多有學者為書作注，如：許慈、孟光、尹默、李譔等，蜀漢後期有譙周、郤正都醉心於文學，譙周更寫下了《仇國論》討論過度征戰的缺點，及郤正以依照先代的儒士，借文表達意見的釋譏。 東漢末年亦有研究纖圖、術數的學者，如：任安、周舒，之後出現了周群、杜瓊等人。
三國時期有名的史學家有王沈、魚豢、韋昭及陳壽。王沈的《魏書》被史學家劉知幾評為「其書多為時諱，殊非實錄」，這跟他親附司馬氏勢力，打壓魏帝曹髦有關，故該書的參考價值也相對較低。韋昭善寫史，著有〈吳鼓吹曲十二曲〉，內容為整部孫吳發展史，與繆襲的〈魏鼓吹曲十二曲〉南北相對。他又著有《吳書》55卷等。陳壽編寫的《三國志》為前四史之一。他參考《吳書》及魚豢撰寫的《魏略》等資料，採三國並述的方式，創新紀傳體史書的寫作模式。雖仍有不足之處，但實為研究三國歷史不可或缺史籍之一。

### 宗教

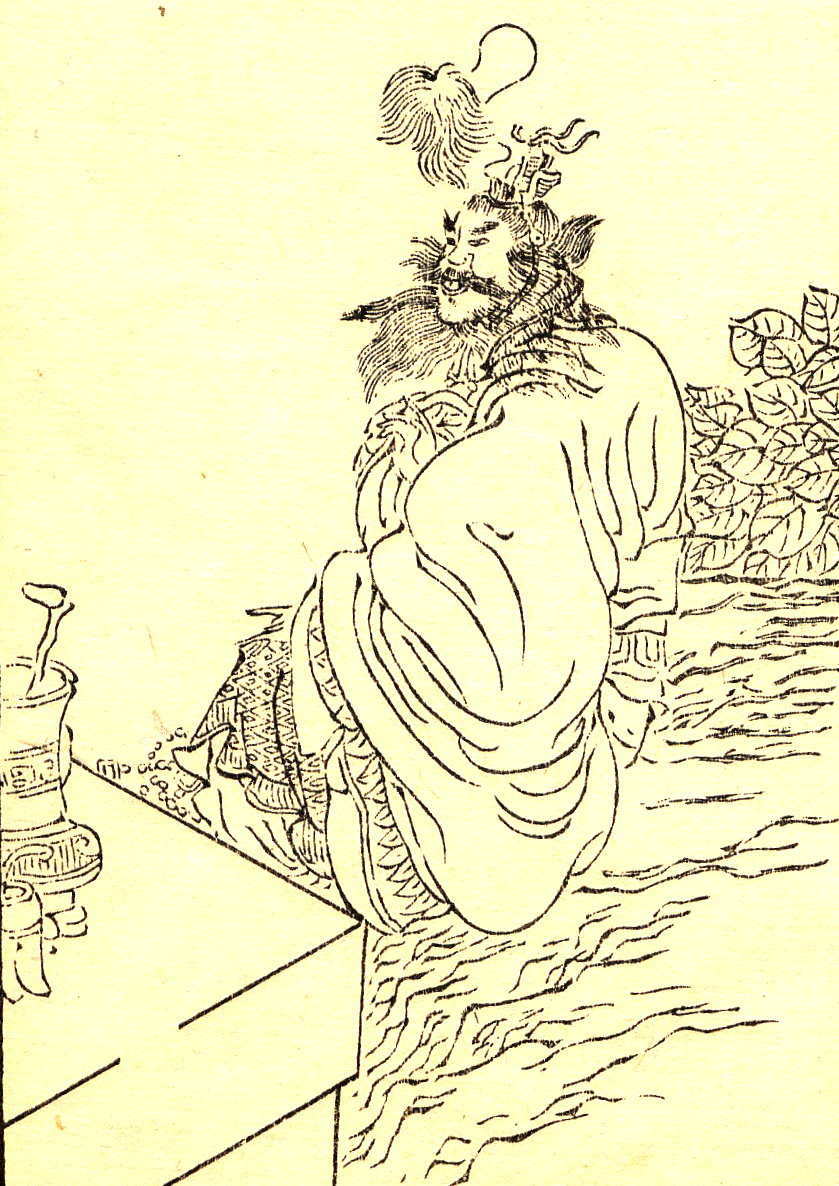
五斗米道（天師道）的始祖張天師張道陵

本時期為佛教與道教的發展時期。由於天災人禍不斷，人民紛紛尋求宗教慰藉心靈，使得能夠逐漸發展。南中諸夷族的原始宗教，具有很濃厚的巫風。其性質是神話崇拜，具有多神、崇拜自然的特點。在西南地區有長遠的歷史，形成早期的原始宗教。
東漢民間流行黃老之學，張角建立的太平道和張道陵建立的五斗米道，都是道教的雛型，到西晉時則稱為天師道。張角的太平道，在道術方面較重「守一」。以《太平經》為主要經典，又稱《太平青領書》。內容龐雜，「其言以陰陽五行為家，而多巫覡雜語」。其社會思想既有維護統治階級利益的部分，也有呼籲公平、同情貧苦人民的部分。張角擁有廣大教眾後，於東漢末期率其弟張梁、張寶與部屬張曼成發起「黃巾之亂」，最後被東漢朝廷擊敗而漸漸式微。張道陵於漢順帝時入四川鶴鳴山，造作符書，創建五斗米道。該教可能是黃老之學與當地宗教的融合，符文大多源至巴蜀巫術。五斗米道與太平道教理教義基本相同，事奉黃老之學。張魯使教內祭酒誦習《老子五千文》，《道德經》成為主要經典之一。《老子想爾注》反映早期道教對《老子五千文》的解釋。經其子張衡、其孫張魯的傳播，流行於四川與漢中一帶。張魯投降曹操後，五斗米道由巴、漢流傳到江南一帶。
佛教早在西漢末期即傳入中國，但當時儒學興盛，發展不大，至三國後方有發展。不同於兩漢時傳入中國的小乘佛教，東漢後期源於印度的大乘佛教受貴霜帝國影響而傳播四周。西域受其影響，于闐、龜茲等地佛教興盛。之後又有天竺曇柯迦羅、安息曇諦和康居康僧鎧等僧侶到洛陽翻譯經典，將大乘佛教傳至中國。曇柯迦羅推廣戒律，這是中國僧侶有戒律受戒之始，後世以其爲律宗的始祖。曇諦所譯的《曇無德（法藏）羯磨》受朱士行等人戒守，一般以此爲中國僧侶出家之始。由於當時經文翻譯未善，朱士行為求原經研讀，於260年自雍州出發至于闐，成為首位西行求法的中國僧侶。他寫得《大品般若》的梵本，後由弟子於282年送回洛陽，最後由竺叔蘭譯成《放光般若經》。發展方面，在東漢末期笮融曾於江東大興佛寺。三國時期的佛教重鎮，北方以洛陽為主，南方則為建業。曹魏魏明帝大興佛寺，曹植也喜讀佛經，並創作梵唄。孫吳方面，當支謙、康僧會先後入吳，受孫權推崇並支持發展。孫皓稱帝時，本要毀壞佛寺，因康僧會說法感化，終而放棄。在蜀漢，佛教不是很興盛，規模不大。

### 藝術

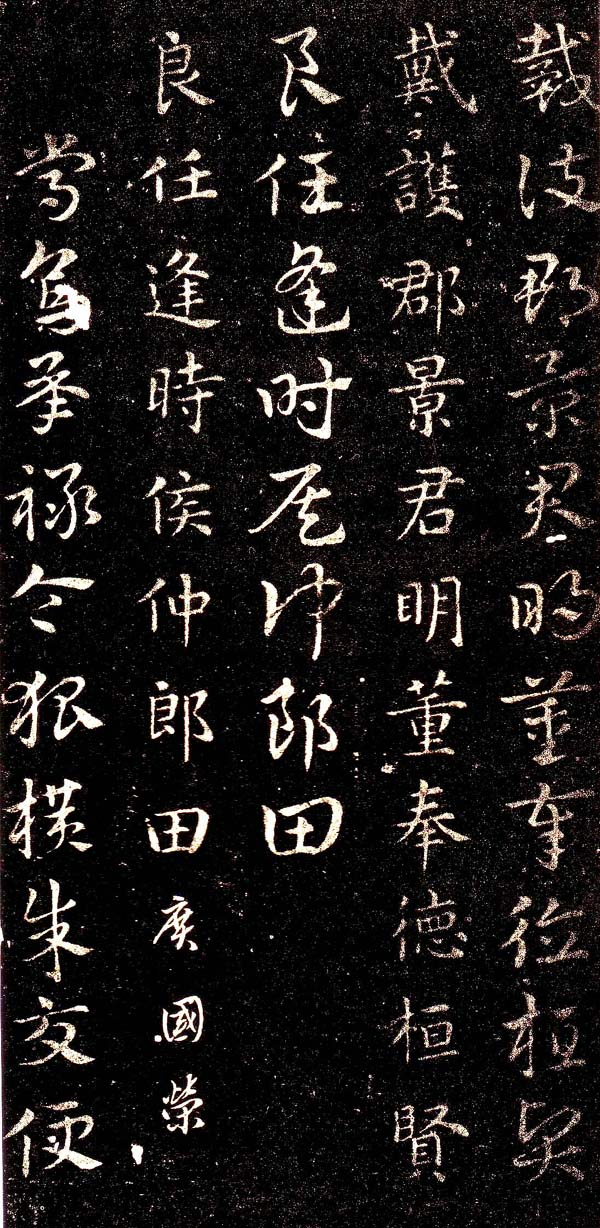
皇象的作品《急就章》

三國在藝術方面，孫吳有很多擅長各種藝術的名士，時人稱為吳國八絕。有吳範、劉惇、趙達、嚴武、皇象、曹不興、宋壽和鄭嫗等人。例如嚴武擅下圍棋，同輩中無人能勝，有「棋聖」之稱。至於曹不興則擅繪畫、皇象則擅書法。
東漢末期動亂不堪，許多畫作被破壞或遺失，造成損失。佛教的發展，開始出現以佛教為題材的繪畫。三國時期的繪畫，因政治動蕩、社會混亂而沒有取得更大的成就。三國之前，繪畫主要屬於「百工之苑」的技術性職業，尚未藝術化，在本時期開始出現現實題材的內容，亦是由禮教宣傳過渡到宗教宣傳的時期。畫家也由黃河流域的中原地區轉移到長江流域。當時有名的畫家有曹不興、吳王趙夫人，其他擅長繪畫的有桓範、楊修、魏帝曹髦、諸葛瞻等人。孫吳曹不興，擅長寫生與繪佛畫，譽稱「畫佛之祖」。他曾把五十尺絹連在一起，畫一人像，心明手快，運筆而成。孫吳吳王趙夫人，是趙達之妹，善於書法山水繪畫，時人譽為「針絕」。她為孫權繪各國山川地形圖，實開山水畫之首。漢末楊修相傳有《西京圖》等畫。曹魏桓范擅長丹青，魏帝曹髦繪畫人物史實。蜀漢諸葛亮父子亦工書畫。
書法藝術興起於東漢末期。從三國到西晉，隸書仍是官方通行的書體，當時的碑刻大都用隸書寫成。曹魏碑文書體方正、氣度莊嚴，少有生趣。孫吳的著名碑刻有《天發神讖碑》、《禪國山碑》、《谷朗碑》等。其中《天發神讖碑》以圓馭方，勢險局寬，氣勢雄偉奇恣。本時期主要的書法家有張芝、張昶、韋誕、鍾繇及皇象等人。張芝擅章草，並創新出今草。出名的作品有《冠軍帖》、《今欲歸帖》等。張昶為張芝季弟，擅長章草與隸書。韋誕總結書法經驗，著有《筆經》。鍾繇《宣示表》、《薦季直表》等作品為楷書經典之作。皇象擅小篆、隸書，尤精章草。流傳作品有《急就章》、《文武將隊帖》及《天發神讖碑》等。诸葛亮亦长于书法，有《远涉帖》（现今流传版为王羲之临摹）存世。

### 科技

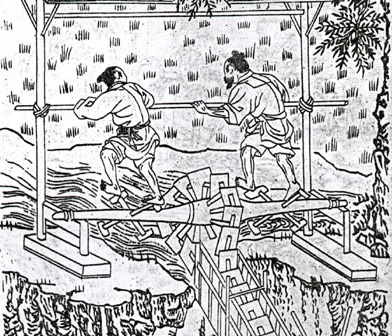
馬鈞發明的龍骨水車，本圖出自《天工開物》

機械學方面：馬鈞是曹魏陝西扶風（今陝西興平縣）人，知名發明家。他擅長機械應用，提昇生產量，製作出水轉百戲和指南車，榮獲「天下之名巧」的美譽。他改良漢代的織綾機，使織出花紋具立體感，能與蜀錦相媲美。改良漢末畢嵐的龍骨車，發明出龍骨水車來灌溉較高位的農田。現在部份梯田仍在使用。他還將發石車改造成輪轉式發石車，提昇拋擊量與速度。諸葛亮為了方便在山地棧道運輸，發明「木牛流馬」。其構造歷代文獻有異，學者一般認定木牛為四輪車及流馬為獨輪車，目前未有最終定論。他發明可以連續發射十箭的連弩，又稱「元戎」。

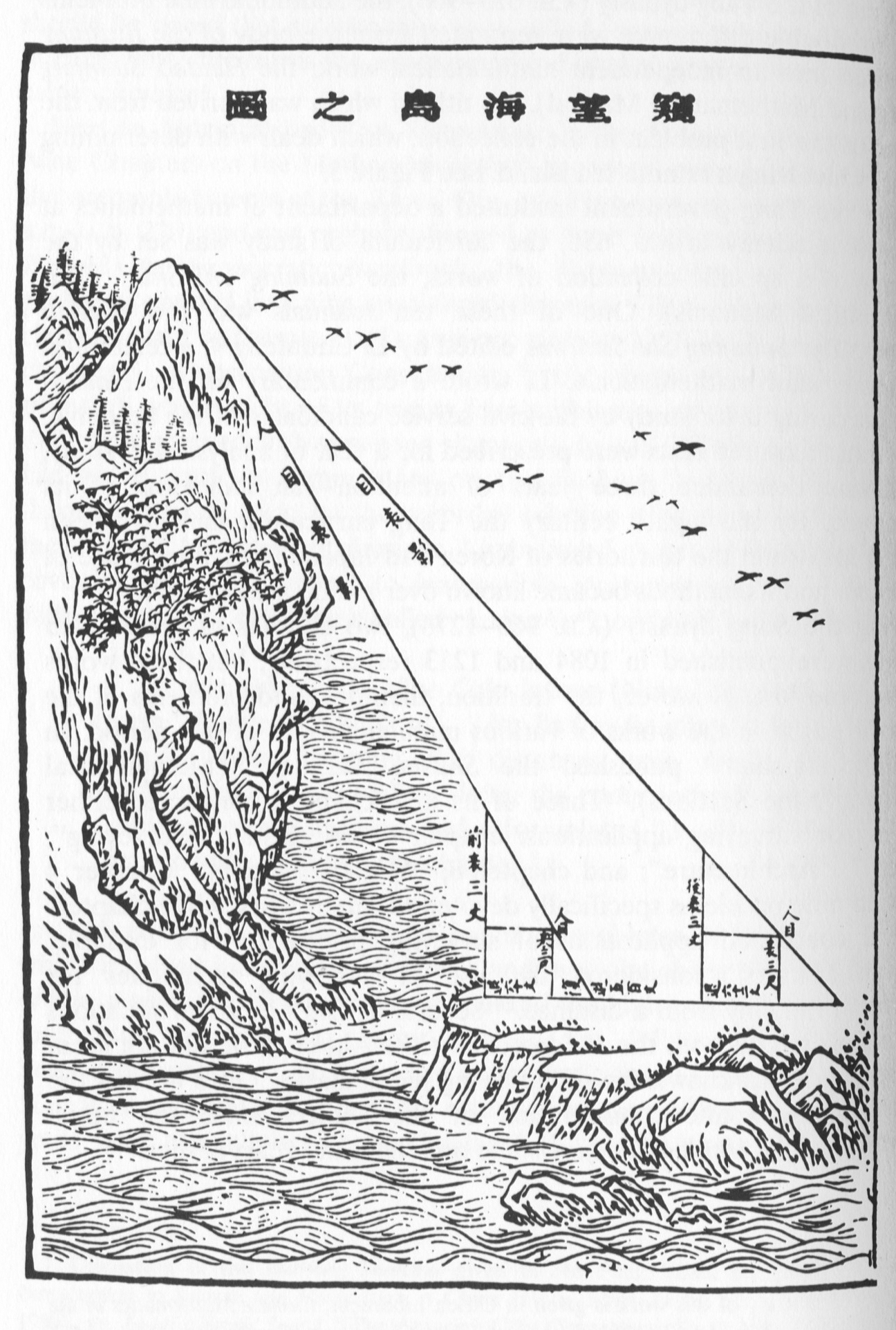
《古今图书集成》《重差》第一題〈窥望海岛之图〉

刘徽是曹魏数学家，山东淄博淄川人。他自幼對數學有興趣，學習中國古代數學的重典《九章算術》。年長後於曹魏景元四年（263年）著有《九章算術注》，藉由自己的註解，使其容易了解。之後劉徽又著作《九章算術注》的第十卷，即《重差》。唐代將《重差》從《九章》分離出來，單獨成書，按第一題「今有望海島」，取名為《海島算經》，是《算經十書》之一。劉徽運用二次、三次、四次測望法，是測量學歷史上領先的創造，使中國測量學達到登峰造極的地步。劉徽另著有《魯史欹器圖》、《九章重差圖》等。
医学方面，有名的有華佗、張仲景和皇甫謐。華佗醫術精湛，擅長外科手術。他與董奉、張仲景被史書稱為「建安三神醫」。華佗可能是最早使用麻醉剂「麻沸散」进行外科手术的医者。張仲景鑑於當代動亂頻繁，疫病流行，致力研究疾病，參考各家書籍寫出《傷寒雜病論》，该书序言中有提到自己从医的动力之一便是其家族中有过半的人死于伤寒等疾病。該書集兩漢醫經、經方二派的大成，是中醫史上第一部理法方藥具備的經典，喻嘉言稱此書：「為眾方之宗、群方之祖」。後世奉其為「醫聖」。皇甫謐自幼家貧，學習廢寢忘食，淡於名利而不願任官。他對針灸深入研究，將晉代之前各種經脈理論與針灸方法整理成《針灸甲乙經》，該書成為後世針灸學的範典。他還著有《寒食散論》，魏晉之後服食寒食散逐漸的流行起來。
關於其他技術，天文學方面，有先後擔任孫吳與西晉太史令的陳卓。他收集各派資訊，完善中國星官體制，並繪製星圖，為後世所沿用。裴秀的「制圖六體」在中國地圖史上占有重要的位置。蒲元擅長鍛鍊鐵器，他在斜谷（今陕西省眉县西南）为诸葛亮製刀。其刀能劈开装满铁珠的竹筒，誉为神刀。由於孫吳位於江南地區，水路發達，造船技術發達。其戰船有的上下五層，有的還能容納士兵三千人。蜀漢盛産井鹽，利用當地的天然氣來煮鹽，提昇了產能。

## 君主年表
| 曹魏 220年—265年      |                                                     |        |             |                 |
|                       | 高皇帝 （明帝追諡）                                 | 曹騰   |             |                 |
|                       | 太皇帝 （文帝追諡）                                 | 曹嵩   |             |                 |
| 太祖 （文帝追諡）     | 武皇帝 （文帝追諡）                                 | 曹操   |             |                 |
| 高祖                  | 文皇帝                                              | 曹丕   | 220年—226年 | 黄初220年—226年 |
| 烈祖                  | 明皇帝                                              | 曹叡   | 227年—239年 | 太和227年—233年 |
| 烈祖                  | 明皇帝                                              | 曹叡   | 227年—239年 | 青龙233年—237年 |
| 烈祖                  | 明皇帝                                              | 曹叡   | 227年—239年 | 景初237年—239年 |
|                       | 邵陵厲公 （西晉晉武帝諡）                           | 曹芳   | 240年—254年 | 正始240年—249年 |
| 嘉平249年—254年       | 邵陵厲公 （西晉晉武帝諡）                           | 曹芳   | 240年—254年 |                 |
|                       | 高贵乡公                                            | 曹髦   | 254年—260年 | 正元254年—256年 |
| 甘露256年—260年       | 高贵乡公                                            | 曹髦   | 254年—260年 |                 |
|                       | 元皇帝 （西晉晉武帝諡）                             | 曹奂   | 260年—265年 | 景元260年—264年 |
| 咸熙264年—265年       | 元皇帝 （西晉晉武帝諡）                             | 曹奂   | 260年—265年 |                 |
| 庙号                  | 谥号                                                | 姓名   | 統治時間    | 年號            |
| 蜀漢 221年—263年      |                                                     |        |             |                 |
| 烈祖 （漢國劉淵追諡） | 昭烈皇帝                                            | 劉備   | 221年—223年 | 章武221年—223年 |
|                       | 安樂思公 （西晉晉武帝諡） 孝懷皇帝 （漢國劉淵追諡） | 劉禪   | 223年—263年 | 建興223年—237年 |
| 延熙238年—257年       | 安樂思公 （西晉晉武帝諡） 孝懷皇帝 （漢國劉淵追諡） | 劉禪   | 223年—263年 |                 |
| 景耀258年—263年       | 安樂思公 （西晉晉武帝諡） 孝懷皇帝 （漢國劉淵追諡） | 劉禪   | 223年—263年 |                 |
| 炎興263年             | 安樂思公 （西晉晉武帝諡） 孝懷皇帝 （漢國劉淵追諡） | 劉禪   | 223年—263年 |                 |
| 庙号                  | 谥号                                                | 姓名   | 統治時間    | 年號            |
| 孫吳 229年—280年      |                                                     |        |             |                 |
| 始祖 （大帝追諡）     | 武烈皇帝 （大帝追諡）                               | 孫坚   |             |                 |
|                       | 长沙桓王 （大帝追諡）                               | 孫策   |             |                 |
| 太祖                  | 大皇帝                                              | 孫權   | 229年—252年 | 黄武222年—229年 |
| 太祖                  | 大皇帝                                              | 孫權   | 229年—252年 | 黄龙229年—231年 |
| 太祖                  | 大皇帝                                              | 孫權   | 229年—252年 | 嘉禾232年—238年 |
| 太祖                  | 大皇帝                                              | 孫權   | 229年—252年 | 赤乌238年—251年 |
| 太祖                  | 大皇帝                                              | 孫權   | 229年—252年 | 太元251年—252年 |
| 太祖                  | 大皇帝                                              | 孫權   | 229年—252年 | 神凤252年       |
|                       |                                                     | 孫亮   | 252年—258年 | 建兴252年—253年 |
| 五凤254年—256年       |                                                     | 孫亮   | 252年—258年 |                 |
| 太平256年—258年       |                                                     | 孫亮   | 252年—258年 |                 |
|                       | 景皇帝                                              | 孫休   | 258年—264年 | 永安258年—264年 |
|                       | 文皇帝 （吳帝孫皓追諡）                             | 孫和   |             |                 |
|                       | 歸命侯 （西晉晉武帝諡）                             | 孫皓   | 264年—280年 | 元兴264年—265年 |
| 甘露265年—266年       | 歸命侯 （西晉晉武帝諡）                             | 孫皓   | 264年—280年 |                 |
| 宝鼎266年—269年       | 歸命侯 （西晉晉武帝諡）                             | 孫皓   | 264年—280年 |                 |
| 建衡269年—271年       | 歸命侯 （西晉晉武帝諡）                             | 孫皓   | 264年—280年 |                 |
| 凤凰272年—274年       | 歸命侯 （西晉晉武帝諡）                             | 孫皓   | 264年—280年 |                 |
| 天册275年—276年       | 歸命侯 （西晉晉武帝諡）                             | 孫皓   | 264年—280年 |                 |
| 天玺276年             | 歸命侯 （西晉晉武帝諡）                             | 孫皓   | 264年—280年 |                 |
| 天纪277年—280年       | 歸命侯 （西晉晉武帝諡）                             | 孫皓   | 264年—280年 |                 |
| 庙号                  | 谥号                                                | 姓名   | 統治時間    | 年號            |
| 燕国 237年—238年      |                                                     |        |             |                 |
|                       | 燕王                                                | 公孙渊 | 237—238年   | 绍汉237—238年   |

## 東漢末期地方勢力
| 各地勢力                               | 統治區域                                                           | 統治時間             | 各地勢力           | 統治區域                           | 統治時間     |
| 黃河以北地區                           |                                                                    |                      |                    |                                    |              |
| 袁紹，後分裂為袁譚、袁尚               | 冀州、青州、幽州、州                                               | 189年—207年          | 公孫瓚             | 幽州                               | 187年—199年  |
| 公孫度，後繼者為公孫康、公孫恭及公孫淵 | 幽州遼東                                                           | 189年—238年          | 劉虞               | 幽州                               | 189年—193年  |
| 張楊                                   | 州上黨                                                             | 190年—198年          | 張燕               | 州黑山一帶                         | 185年—205年  |
| 韓馥                                   | 冀州                                                               | 189年—191年          |                    |                                    |              |
| 黃河以南、淮河以北地區                 |                                                                    |                      |                    |                                    |              |
| 曹操，後繼者為曹丕                     | 兗州、豫州、司隸、徐州、冀州、青州、并州、幽州、荊州、涼州、揚州淮南 | 192年—220年 建立曹魏 | 呂布               | 曾據長安，後據兗州，之後為徐州     | 192年—198年  |
| 王匡                                   | 司隸河內                                                           | 189年—191年?         | 袁遺               | 兗州山陽                           | 189年—192年? |
| 桥瑁                                   | 兗州東郡                                                           | 189年—190年          | 張邈               | 兗州陳留                           | 189年—195年  |
| 張超                                   | 徐州廣陵                                                           | 189年—195年          | 鮑信               | 青州濟北                           | 189年—192年  |
| 張繡                                   | 荊州宛郡                                                           | 196年—199年          | 孔融               | 青州北海                           | 189年—195年  |
| 劉岱                                   | 兗州                                                               | 189年—192年          | 陶謙               | 徐州                               | 189年—194年  |
| 孔伷                                   | 豫州                                                               | 189年—190年          |                    |                                    |              |
| 淮河、長江、漢江以南地區               |                                                                    |                      |                    |                                    |              |
| 孫堅，後繼者為孫策、孫權               | 揚州、荊州、交州                                                   | 186年—229年 建立孫吳 | 袁術               | 先據荊州南陽，之後為揚州淮南、壽春 | 189年—199年  |
| 劉表，後繼者為劉琮                     | 荊州刺史部                                                         | 190年—208年          | 劉度               | 荊州零陵                           | 208年—209年  |
| 金旋                                   | 荊州武陵                                                           | 208年—209年          | 趙範               | 荊州桂陽                           | 208年—209年  |
| 韓玄                                   | 荊州長沙                                                           | 208年—209年          | 嚴白虎             | 揚州吳郡                           | 194年—196年  |
| 士燮                                   | 交州交趾                                                           | 189年—211年          | 劉繇               | 揚州                               | 192年—196年  |
| 陳溫                                   | 揚州淮南                                                           | 189年—192年          | 王朗               | 揚州會稽                           | 193年—197年  |
| 關中、巴蜀、西涼地區                   |                                                                    |                      |                    |                                    |              |
| 劉備                                   | 初據青州平原，後據徐州，之後為荊州，最後為益州                     | 193年—221年 建立蜀漢 | 馬騰，後繼者為馬超 | 涼州                               | 193年—214年  |
| 韓遂                                   | 涼州西平、金城                                                     | 189年—215年          | 宋建               | 涼州枹罕                           | 185年?—214年 |
| 劉焉，後繼者為劉璋                     | 益州                                                               | 188年—214年          | 張魯               | 益州漢中                           | 189年—215年  |
| 李傕                                   | 雍州、司隸、涼州东部                                               | 192年—198年          | 董卓               | 雍州、司隸、涼州东部               | 188年—192年  |

## 外部連結
- 三國魏 - 中華人網 （页面存档备份，存于）
- 三國蜀漢 - 中華人網 （页面存档备份，存于）
- 三國吳 - 中華人網 （页面存档备份，存于）
- 三國历史 - 华夏历史网 （页面存档备份，存于）
- 三國大本營 （页面存档备份，存于）

| 中国朝代和政权 | 中国朝代和政权 | 中国朝代和政权 |
| -------------- | -------------- | -------------- |

| 前朝： 漢 · 東漢 | 三國 220年 — 280年 曹魏 220年—265年 蜀漢 221年—263年 孫吳 229年—280年 燕国 237年—238年 | 后朝： 晉 · 西晉 |